# Класичний правопис білоруської мови
Класи́чний право́пис білору́ської мо́ви, тарашке́виця (біл. клясычны правапіс, тарашке́віца) — білоруський правопис, заснований на основі літературної мовної норми сучасної білоруської мови та її правилах до політичної реформи білоруської ортографії 1933 р., яка була закріплена в наступних офіційних правописах (білоруському правописі 1959 року в Білоруській Радянській Соціалістичній Республіці й у Законі Республіки Білорусь про «Правила білоруської ортографії та пунктуації» 2008 року, ухваленому за часів диктаторського режиму Лукашенка, затвердженому вперше у світовій історії мовознавства у формі закону) і ухвалена без участі білоруських мовознавців і громадськости в 1930-х роках. Правопис Броніслава Тарашкевича є першим стандартизованим правописом сучасної білоруської мови й традиційним білоруським правописом у сучасному розумінні.

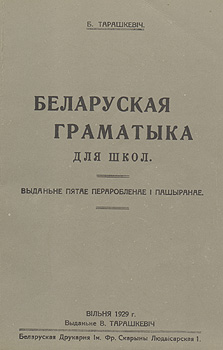
Обкладинка п'ятого видання «Білоруської граматики для шкіл» Бронислава Тарашкевича.
Вільно, 1929 рік

2007 року IANA присвоїла тарашкевиці код "be-tarask"
Уперше кодифікований Броніславом Тарашкевичем у 1918 році, офіційно застосовували в Білоруській Народній Республіці, Республіці Серединної Литви й у Білоруській Соціалістичній Радянській Республіці до зросійщення правопису 1933 року, проведеного радянською владою. Після 1933 року цей правопис продовжували використовувати білоруські наукові, культурні, громадські й політичні організації за межами СРСР. З відновленням незалежності Білорусі в 1991 році почали знову вживати в суспільстві.
У 2005 р. співавтори видання «Білоруський класичний правопис. Збірник правил» здійснили сучасну нормалізацію класичного правопису. У 2007 році IANA надала тарашкевиці власний мовний підтег «tarask» (повне позначення: be-tarask) на відміну від офіційного правопису (наркомівки), який має підтег «1959acad».

## Назва
Назва тарашкевиця почала використовуватися лише з кінця 1980-х років і підкреслює більшу близькість правопису до творчості Броніслава Тарашкевича в 1918 році. Цей термін увів у мовний вжиток білоруський мовознавець Вінцук Вячорка за аналогією з сербською «вуковицею», кириличним сербським алфавітом, названим на честь реформатора сербської мови Вука Караджича. Приблизно з 1994 року назва класичний правопис уживано як пріоритетний синонім.

## Історія

### Кодифікація
У 1918 році напередодні проголошення незалежности Білоруської Народної Республіки, виникла потреба кодифікації білоруської мови як державної. Провідні лінгвісти країни запропонували кілька проєктів:
- «Biełaruskaja hramatyka dla škoł» Броніслава Тарашкевича — стала основою для цього правопису, спершу вийшла латиницею, але того ж року видано й кирилицею. Відповідні правила білоруської мови домінували з 1918 року до реформи 1933 року;
- «Hramatyka biełaruskaj mowy» Болеслава Почопки;
- «Biełaruski prawapis» Антона Луцкевича і Яна Станкевича;
- «Prosty sposab stacca u karotkim časie hramatnym» Рудольфа Абіхта і Яна Станкевича.

Перемогу кодифікації Тарашкевича визначали такі фактори: вона була найґрунтовнішою; охоплювала більшість ортографічних колізій; більшою мірою продовжила попередню практику білоруської преси; містила практики, корисні для дидактичного вжитку; з'явилася на прохання білоруської політичної еліти. Навіть офіційне радянське мовознавство визнало, що робота Тарашкевича була дуже успішною для висвітлення основних законів білоруської мови, і всі подальші проєкти й реформи білоруської мови базувалися на цій кодифікації.
На думку мовознавців, прийнята кодифікація зіграла виняткову роль у стабілізації морфологічних норм білоруської мови. Її швидкому й загальному сприйняттю білорусами сприяла відсутність нав'язування авторами власного мовного смаку й орієнтації на широку діалектну основу, на якій не було надано перевагу лише одному діалекту.

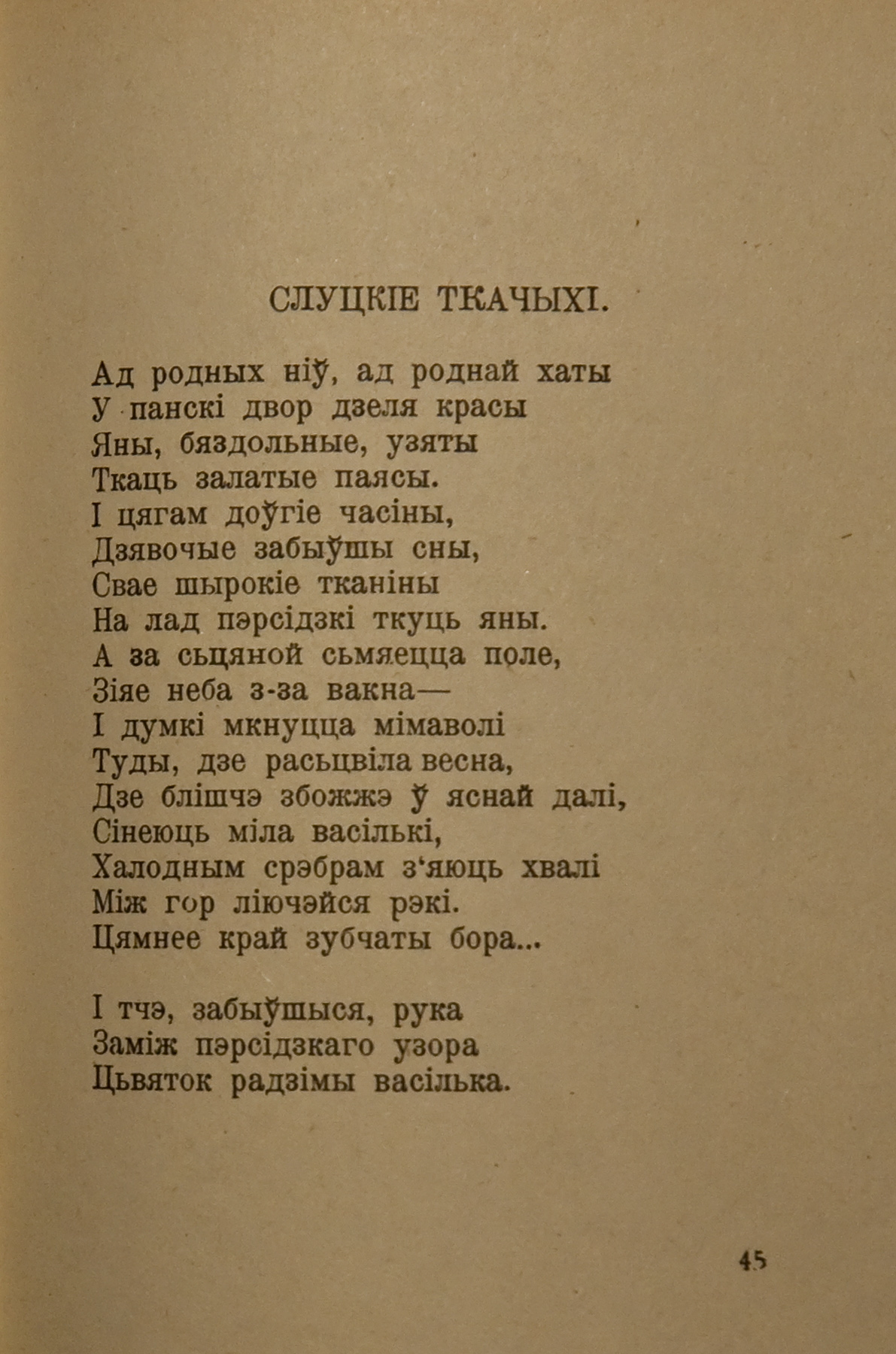
Приклад білоруського тексту початку XX століття: вірш «Слуцкіе ткачыхі» класика білоруської літератури Максима Богдановича в оригінальній ортографії.

### Науково обґрунтований розвиток

#### Академічний проєкт 1930 року
У певних випадках кодифікація Тарашкевича фіксувала паралельні граматичні форми, що на початку становлення літературної мови викликалось прагненням відобразити якомога більше суто білоруських мовних особливостей, щоб перевірити їхню життєздатність у процесі функціонування літературної мови. Творець білоруської граматики сподівався, що узус, який згодом стане єдиною нормою, кристалізується під час мовної практики.
Розширення сфер застосування білоруського алфавіту призвело до актуалізації питань подальшої стандартизації правопису, що проявилося в 20-х роках у працях першого Йосипа Лесика. У 1926 році в Мінську відбулася представницька міжнародна академічна конференція з питань реформи білоруського правопису й алфавіту, яка виявила невирішені питання, визначила можливі шляхи їхнього вирішення, але не прийняла жодних документів про кодифікацію. Восени 1927 р. була створена Орфографічна комісія в складі академіків Степана Некрашевича (голова), Язепа Льосіка, Вацлава Ластовського, Яна Луцевича (Янка Купала), доцента БДУ Анатолія Богдановича (секретаря), доктора наук Петра Бузуку, дослідників Інбілкульта Янка Бєлькевича та Владислава Чаржинського.
У 1929 р. з приходом до влади Сталіна в СРСР і згодом згортанням політики білорусизації Народний комісар БССР звільнив Степана Некрашевича з посади віцепрезидента Білоруської академії наук, одночасно правописна комісія була розпущена. Однак, незважаючи на несприятливу політичну ситуацію, результати її діяльности були опубліковані в 1930 році. Цей проєкт в основному продовжував і розвивав правопис Тарашкевича. Зокрема, у ньому збереглися норми, які підлягали змінам у подальших кодифікаційних роботах: наприклад, аб'ежчык; парыскі, чэскі; гарадзкі, людзкі; бяз нас, ня руш тощо.
У друкованому виданні проєкту була пропозиція скасувати асиміляційну м'якість. Однак у проєкті вона з'явився лише в коректурі — тобто на рубежі 1929—1930 років, коли антидемократична кампанія почала розгортатися. Нині Орфографічна комісія погодилася, що м'який знак слід прибрати лише в подовженнях ньн, льл, зьз, сьс, дзьдз, цьц (насенне, сьмецце, суддзя або судздзя). Голова Комісії Степан Некрашевич, який втратив свої титули під час підготовки документа до друку, категорично не погодився зі скасуванням м'якого знаку на інших позиціях. Янка Купала також рішуче не прийняв це скасування.

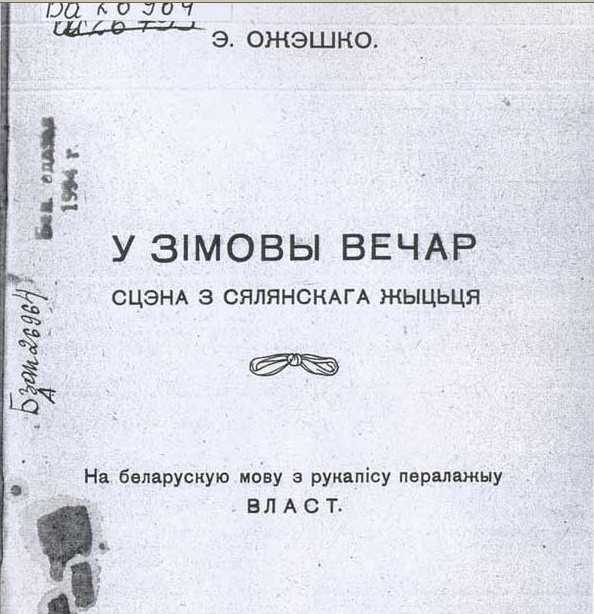
Приклад використання класичного правопису білоруської мови за нормами початку XX ст. у перекладацькій роботі Макара Кравцова («У зімовы вечар»)

Проєкт містив інші кардинально нові пропозиції, відхилені радянською владою. Деякі з них, нарешті, прийняті при нормалізації класичного правопису 2005 року — це:
- розширення якання в числівниках: дзявяты, дзясяты, сямнаццаць, васямнаццаць;
- відмова від якання на другому складі перед наголошенням, якщо в першому попернаголошеному складі нема а/я: невысокі, беспрытульны;
- введення акання в запозиченнях: маналёг, каапэрацыя, фанэтыка.

#### Академічний проєкт 1933 року
У 1930 році група науковців Інституту мовознавства розпочала роботу над новим проєктом білоруської реформи правопису, позбавленого «національно-демократичного впливу». Наступного року Петра Бузука, раніше заарештованого, але на відміну від інших білоруських мовознавців, було звільнено на посаду голови Інституту через його небілоруське походження. Водночас є відомості, що професор уважав існуючий правопис найкращим відображенням живого просторіччя, тож виступав проти його реформ.

Незважаючи на те, що робота проходила у вкрай політизованій атмосфері ескалації зросійщуваних тенденцій, боротьби з «націонал-демократами», сталінських репресій і жорстокої колективізації, проєкт виявився вкрай суперечливим і багатовекторним. Таким чином, разом зі змінами, спрямованими на очевидне наближення білоруської мови до російської, існували діаметрально протилежні речі, зокрема: підпорядкування числівників яканню (дзявяты, дзясяты, пяцьдзясят); акання в запозиченнях (маналёг, каапэрацыя, фанэтыка, Арджанікідзэ, Афэнбах; але нэто, інкогніто, солё, Лёкарно); стисле написання подовжених ньн, льл, зьз, сьс, дзьдз, цьц, жж, шш, чч — н, л, з, с, дз, ц, ж, ш, і також у числівних цц — ц (насене, галё, зяе, рызё, калосе, судзя, жыцё, збожа, заціша, ночу; адзінацаць, трыцаць); уведення окремих букв для звуків /d͡z̞/ і /d͡ʐ/, які передають диграфами дз і дж.

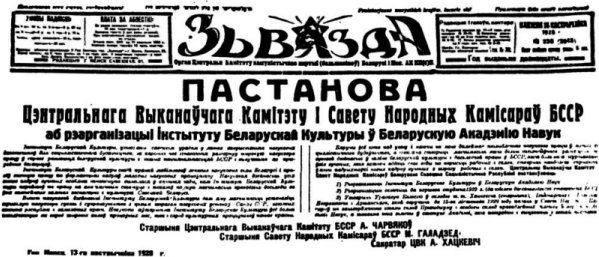
Білоруська газета «Зьвязда» (нині «Звязда») 1928 року із заголовком, написаним класичним правописом.

Таким чином, у галузі правопису білоруських слів документ пропонував глибокий перегляд попередньої практики, при оформленні іноземної лексики — зберіг основу тарашкевиці й майже повторив проєкт 1930 року, незважаючи на війну, оголошену її творцями «національно-демократичного ставлення».
Пропозиції академічного проєкту 1933 року, прийнятого під час нормалізації класичного правопису в 2005 році:
- передача іноземного «f» у всіх випадках через «ф»: форма, фабрыка, торф (замість хворма, хвабрыка, торп);
- розширення якання в числівниках: дзявяты, дзясяты, сямнаццаць, васямнаццаць;
- відмова від якання на другому складі перед наголошенням, якщо в першому попернаголошеному складі нема а/я: невысокі, беспрытульны;
- введення акання в запозиченнях: маналёг, каапэрацыя, фанэтыка.

Світлини місць у Білорусі з класичним правописом
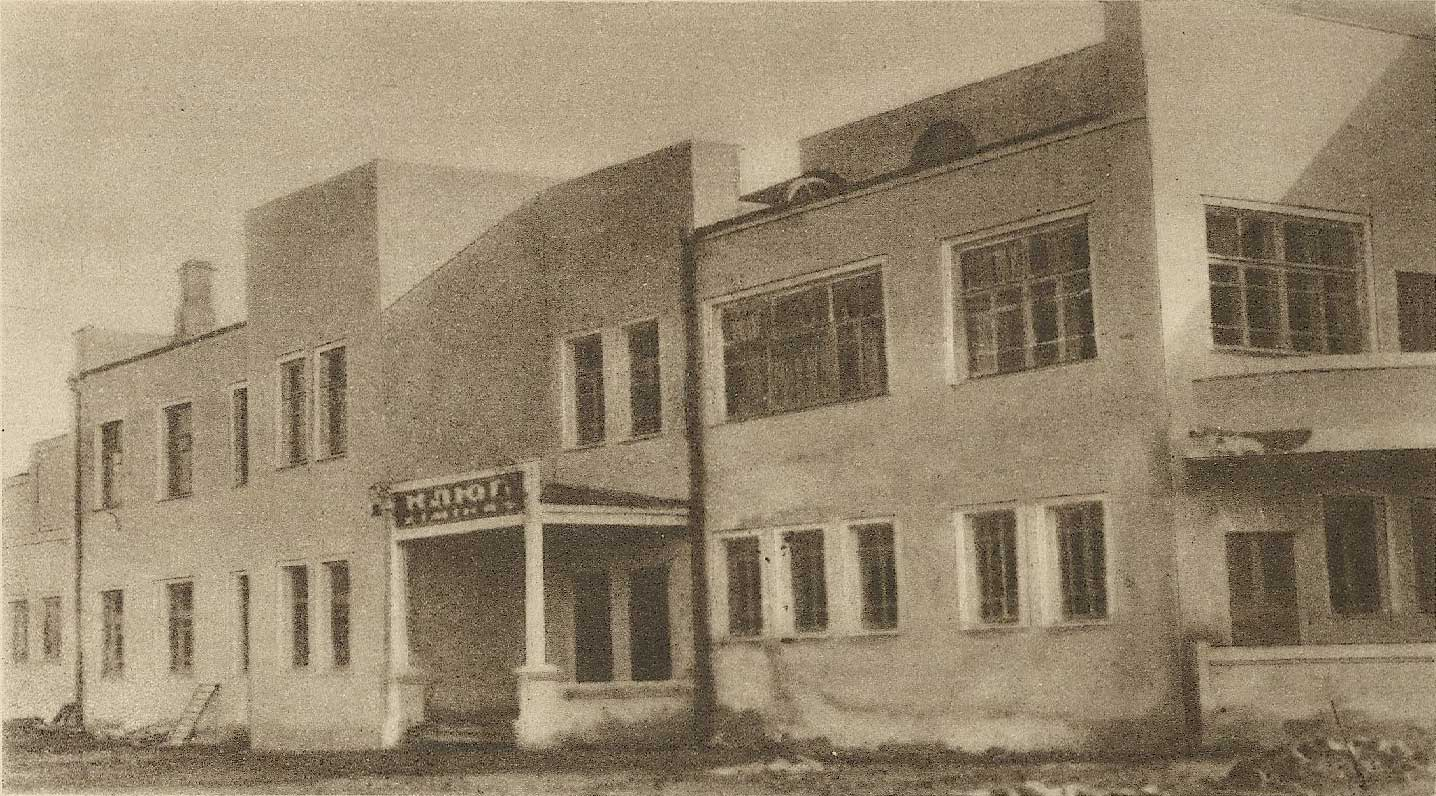
Клуб хіміків у Борисові
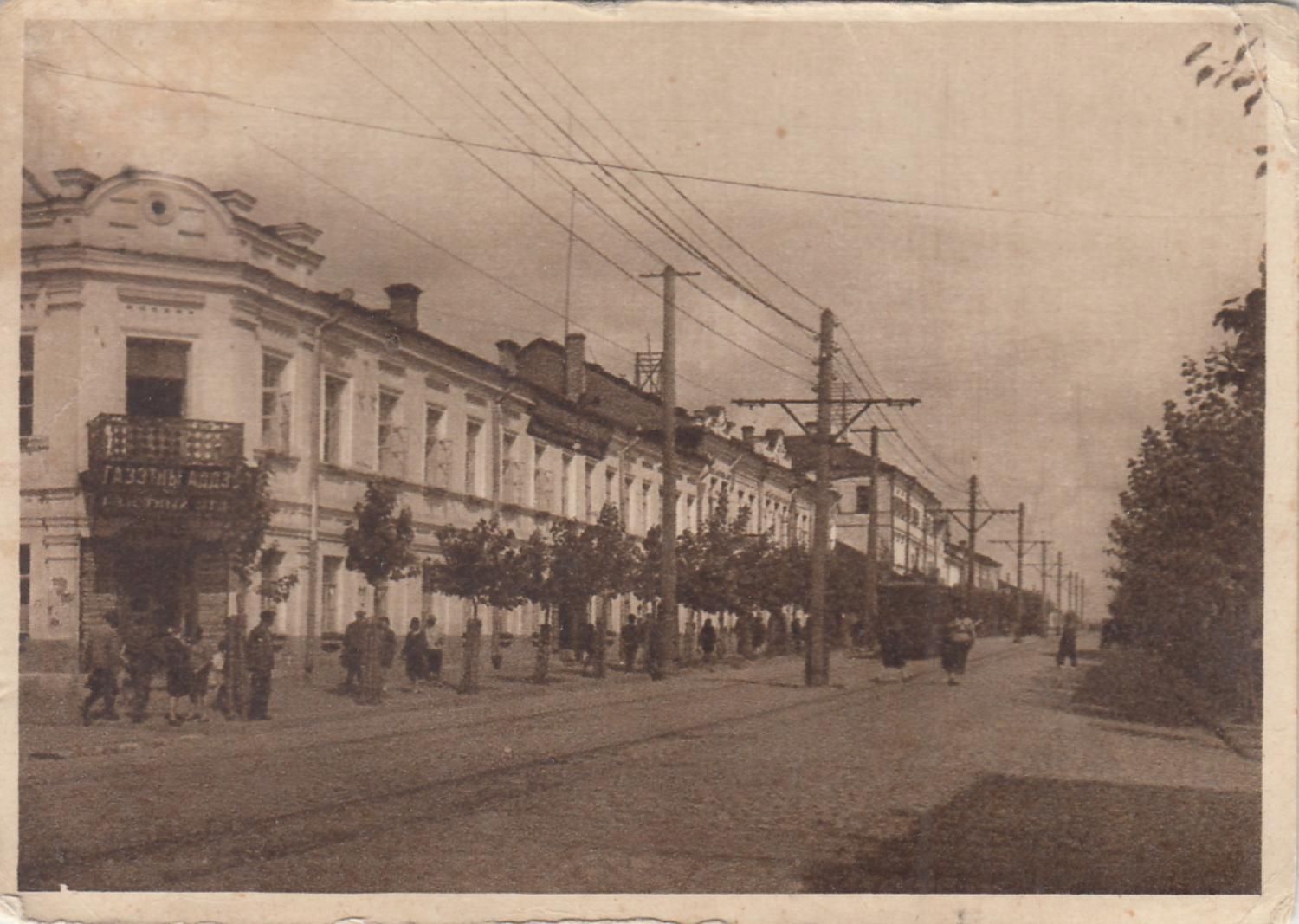
Газетний відділ у Вітебську
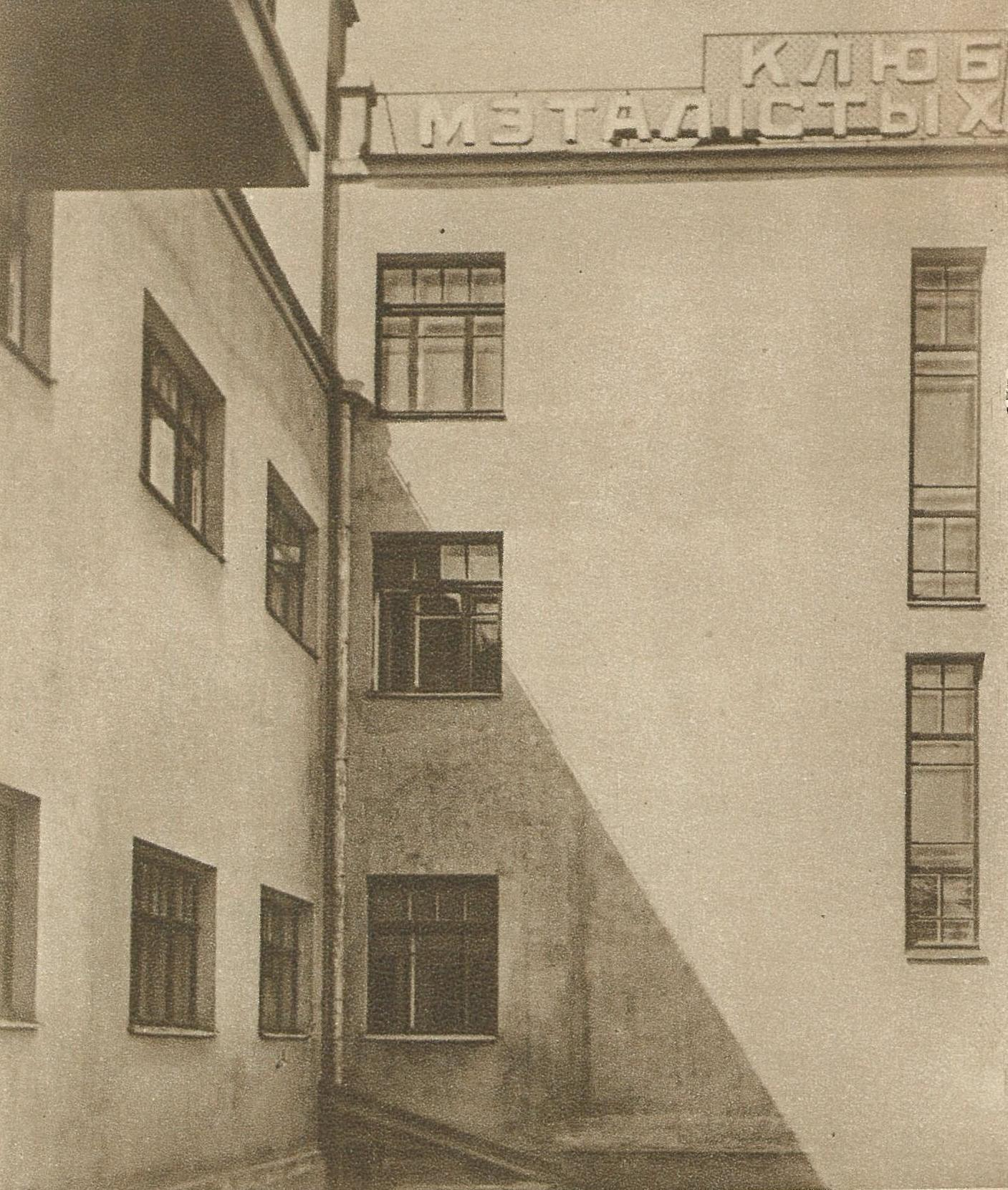
Клуб металістів у Вітебську

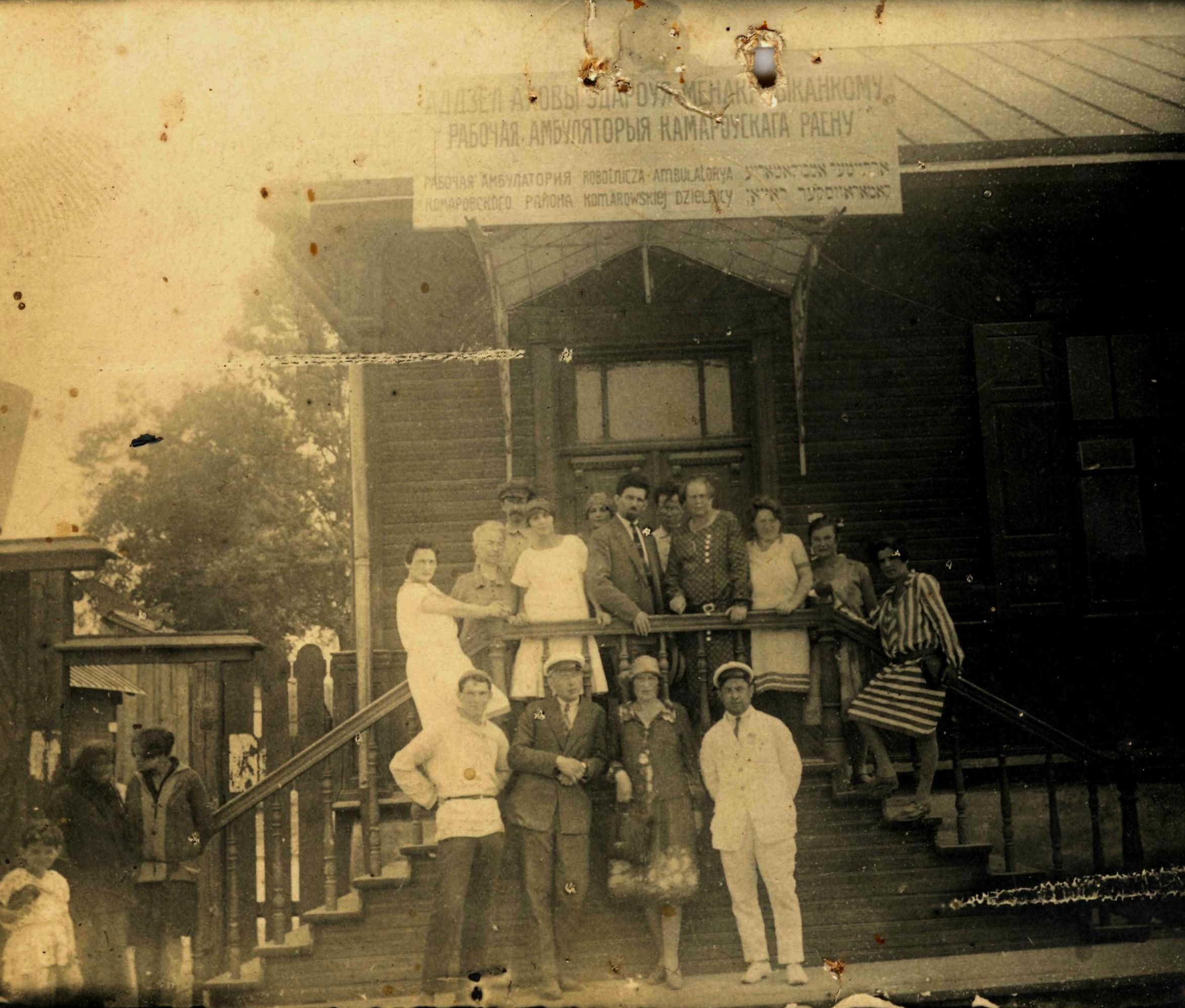
Амбулаторія на Комарівці в Мінську
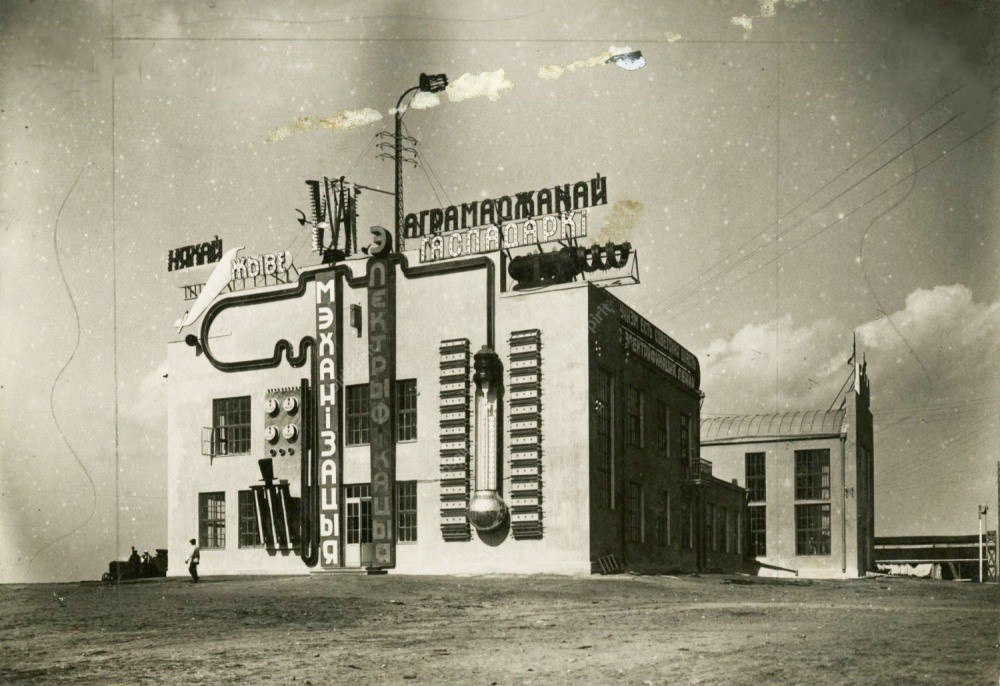
Механізаційний павільйон на виставці в Мінську
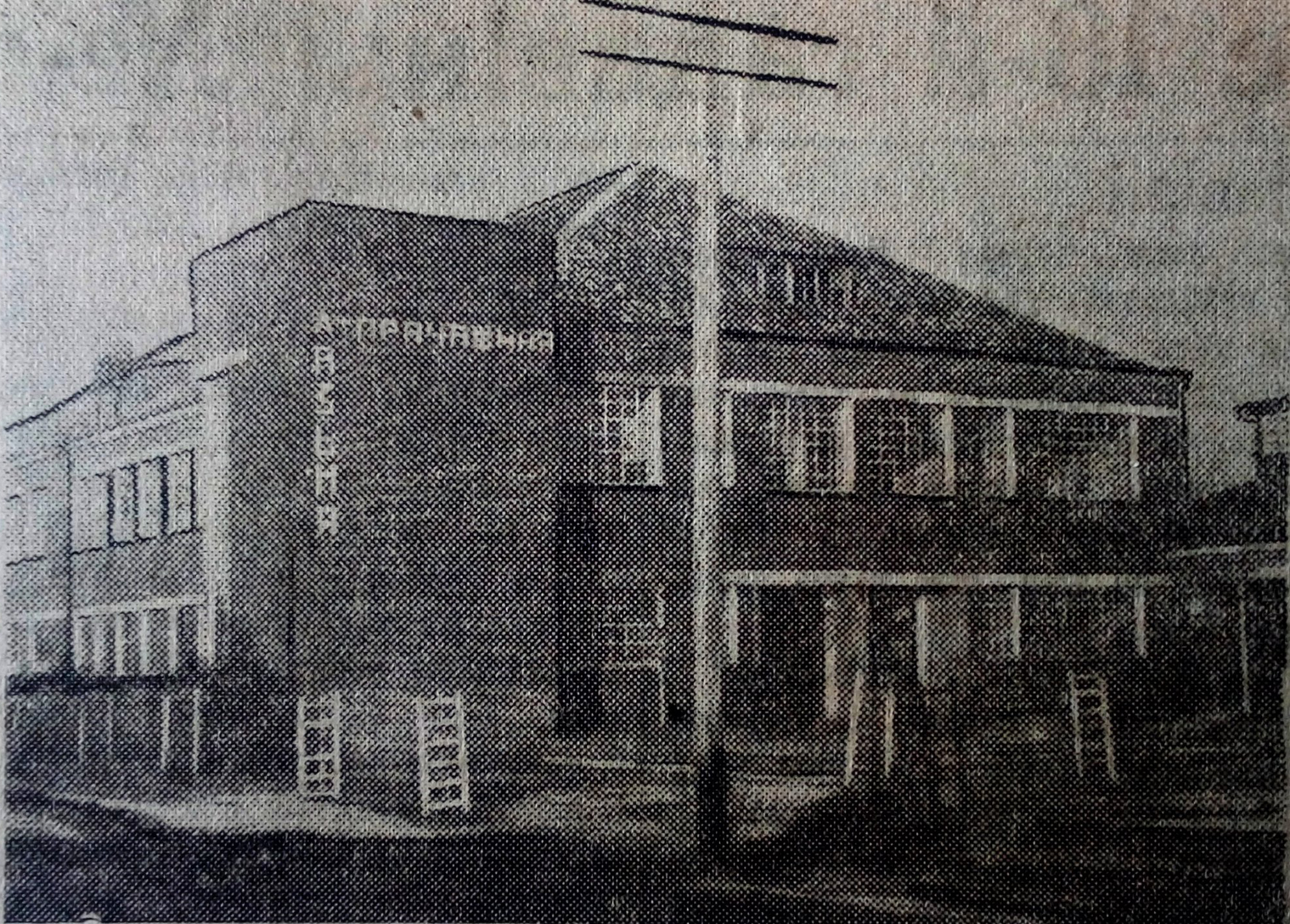
Лазня в Полоцьку

### Фактична заборона в СРСР

#### Політичний проєкт 1933 року

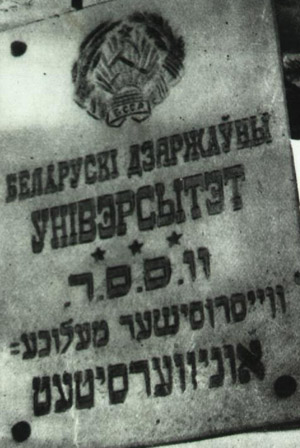
Щит БДУ (білоруська і їдиш).

Незважаючи на помітний зросійщених ухил академічного проєкту 1933 р., він не задовольнив радянське керівництво через занадто велику толерантність у наближенні білоруської мови до російської мови. Крім того, новий етап у боротьбі з білоруським націоналізмом поставила стаття «Под фальшиво-национальным флагом», опублікована 3 лютого 1933 року в московській газеті «Правда». Спеціальний кореспондент видання А. Давидюк сказав із Мінська:
|  | Мова йде про активізацію буржуазних націоналістів у Білорусі, про політичний характер їхніх виступів, що відображають опір пролетарської держави загиблим куркулям. |

Відразу після цієї публікації Академічний проєкт був поспішно розглянутий і обговорений у Наркоматі освіти під керівництвом новопризначеного (замість репресованого) наркома Олександра Чернушевича, педінститутом, різними радянськими й партійними організаціями. У результаті до документа були чітко додані пропозиції щодо зросійщення, які мала засвідчити лояльність, «правильну ідеологічну спрямованість» як творців, так і дискутантів Проєкту. Але, незважаючи на це, документ був повністю переглянутий.
5 травня ЦК Комуністичної партії Білоруси створило спеціальну «Політичну комісію для перегляду російсько-білоруського словника та нових правил написання білоруської мови». Примітно, що жоден мовознавець не входив до складу комісії, а членами її були переважно політики.
До 21 липня Бюро ЦК КП(б)Б видало постанову, у якій зазначено, що робота над проєктом реформи завершена: «Погодьтеся з пропозицією товариша Чернушевича направити проєкти нового білоруського правопису на розгляд культпропа ЦК УсеКП(б)». 26 серпня документ був затверджений Наркоматом БРСР, а 27 серпня — Білоруським ЦК. Таким чином, прийняття проєкту відбувалося за замовленням без попередньої публікації та громадського обговорення.
Резолюція мала назву — «Про зміни та спрощення білоруського правопису», але насправді ортографічні зміни не принесли спрощення. Деякі правила, запроваджені реформою, пропонувалося змінити в наступних правописних проєктах (1939 і 1951 рр.), і це було зроблено майже негайно в результаті зміни політичного режиму — для «розвінчання культу особистости» (1956 р.).
Документ прийняв усі пропозиції Академічного проєкту 1933 р., який передбачав зближення з російською мовою. У той же час технічна підготовка відповідної частини документа набагато краща за новостворені розділи, які містять багато суперечностей, фактичних та методологічних помилок та упущень.
Реформа правопису 1933 р. вплинула не тільки на фонетичні та морфологічні особливості, а й на словниковий запас білоруської мови. Наприклад, якщо дореформений «російсько-білоруський словник» Степана Некрашевича і Миколи Байкова для перекладу російського слова «государство» пропонували синоніми «дзяржава», «гаспадарства», «панства», пореформений словник Олександровича — лише «дзяржава», те саме перекладене слово і російське «держава», еквівалентне російському «город» в першому словнику були «места», «горад», а в другому — лише «горад»). У цьому ж словнику є такі притаманні білоруській мові прикметникові форми, як «забыўчывы», «неўстрашымы», «брадзячы». За наказом більшовиків російсько-білоруський словник 1953 року також був зросійщений. До білоруських слів додавали російські синоніми, часто ставлячи їх на перше місце: рос. батрак — біл. батрак, парабак; большак — гасцінец, бальшак; поезд — поезд, цягнік; минута — мінута, хвіліна. Ще далі пішов словник 1982 р., який рекомендував вживати поряд із словами «вавёрка», «бусак» також «белка», «багор» тощо. Подібна практика була продовжена в наступному «Російсько-білоруському словнику» в 1953 р., коли на перше місце ставилася калька з російської мови, а за нею, як правило, слідувало оригінальне білоруське слово.
Загалом радянська влада наказала знищити рукописи попередньо підготовлених академічних словників, включаючи багатотомний Словник живої білоруської мови, двотомні російсько-білоруські та білорусько-російські словники, польсько-білоруський та білорусько-польський, есперанто-білоруський та білорусько-есперанто, та латиська-білоруський, історичні та ортографічні.
Недобросовісність реформаторів, а також їхня риторика того часу добре видно з наступної цитати:
|  | Багато націонал-демократів постраждало від «окання» на словах іноземного походження. Такі слова, як «кааперацыя, калгас, трактар» та інші були написані через «о», мотивуючи це правило тим, що слово «калгас, кааперацыя» та інші не прийняті в білоруській мові, не ввійшли в ужиток. Те, що слова «калгас» і подібні до них чужі і ворожі, зрозуміло, як і буржуазна «апрацоўка» ортографії «стовпами лінгвістики» націонал-демократів. З огляду на процес засвоєння широкими робочими масами слів іноземного походження, ми зобов'язані передавати ці слова відповідно до їхньої вимови, тобто через «акання», яке в рішенні ВНС про зміну орфографії і проводилося. Інтернаціонально-революційні слова, слова, які народилися в результаті пролетарської революції і які у всіх мовах всесвіту були розширені вимовою до «о», і в нашому новому написанні революційна якість зберігається. Слова «комуна»… [далі — фактично цитата з Додатків до Постанови 1933 р про які див. нижче] — в нашому випадку теж пишуться через «о», тобто їхнє першоджерело зберігається в корені, і, таким чином, мова піднімається на новий, більш високий рівень розвитку шляхом пролетарського інтернаціоналізму. |

Через три місяці після прийняття першої резолюції «правопису» 3 грудня 1933 р. голова Наркомату БССР Микола Голадзед підписав нову постанову РНК «Додатки до постанови РНК БРСР „Про зміни та спрощення правопису білоруської мови“», який виправив помилки в серпневому документі. Цим закінчився перший етап реформи правопису 1933 року.
Вкрай непослідовність та зросійщенні цілі реформи були визнані офіційним радянським мовознавством очевидними ще за часів т. зв. «Хрущовської відлиги»:
|  | … правило про передачу акання та якання залишалося невирішеним. Багато невиправданих винятків із цього правила не принесли бажаного полегшення при написанні іноземної лексики, правило написання складних слів було дуже складним і невпорядкованим. Правило про перехід від д і т у дз’ і ц’ спричинило труднощі та ортографічні відмінності. Правила написання імен, прізвищ та географічних назв були плутаними та суперечливими Однак, незважаючи на недоліки, рішенням РНК БССР загалом виконало своє завдання… … Наблизьте білоруський правопис якомога ближче до російського. |

| Зміни в білоруському правописі (після перегляду проєкту в 1933 році спеціальною політичною комісією) | Академічний проєкт реформи білоруського правопису 1930 року | Академічний проєкт реформи білоруського правопису 1933 року (до перегляду Політичною комісією)                                               |
| Зміни при передачі запозичень | | |
| 1. Передача звуків /la/, /lo/, /lu/) через тверде /ɫ̪/. (наприклад: маналог замість маналёг) | Існуючі правила були збережені. | Автори проєкту характеризують ці пропозиції як «вялікадзяржаўніцкія», «уласьцівыя расейскаму вымаўленьню».                                   |
| 2. Пом'якшення приголосних /s̪/, /z̪/, /b/, /v/, /m/, /p/, /f/, /n̪/ перед голосними спереду /ɛ (наприклад: кааперацыя, фанетыка замість каапэрацыя, фанэтыка)                                                                                 | Існуючі правила були збережені. | Автори проєкту характеризують ці пропозиції як «вялікадзяржаўніцкія», «уласьцівыя расейскаму вымаўленьню».                                   |
| 3. Заміна -тар, -дар на -тр, -др у кінці слів (наприклад: літр, цэнтр замість літар, цэнтар) | Існуючі правила були збережені. | Існуючі правила були збережені. |
| 4. Перадача літер «β» та «θ» у грецизмах через «б» або «в» та «т» або «ф» залежно від правил російської мови (Вавілон, Візантыя, марафон, міф пафас замість Бабілён, Бізантыя, маратон, міт, патас)                                         | Існуючі правила були збережені. | Цей захід мав відповідати вимозі, висловленій керівництвом партії, «закріпити російську мову як посередника для запозичення з третіх мов».   |
| Зміни в ортографії білоруських слів | | |
| 1. Скасування позначення асимілятивного пом'якшення приголосних /s̪j/, /z̪j/, /t͡s̞j/ (наприклад: (свет, след замість сьвет, сьлед) | Ця пропозиція з'явилася лише в коректурі (тобто згортанні політики білорусизації — і примусовому відступі від керівництва проєктом академіка Степана Некрашевича, який категорично виступив проти його прийняття. Янка Купала також був проти цієї пропозиції. | Автори обґрунтовують прийняття цієї пропозиції «сприянням та економією для поліграфічного бізнесу».                                          |
| 2. Скасувати написання м'якого знака між подовженими приголосними /s̪j/, /z̪j/, /t͡s̞j/, /d͡z̞j/, /ɫ̪j/, /n̪j/ (наприклад: насенне, галлё, ззяе, рыззё, калоссе, суддзя, жыццё замість насеньне, гальлё, зьзяе, рызьзё, калосьсе, судзьдзя, жыцьцё) | Комісія прийняла цю пропозицію як компроміс, за умови помірности у всіх інших випадках.. | Було запропоновано подвоїти подвійні приголосні на манер західнобілоруської вимови (наприклад: насене, галё, зяе, рызё, калосе, судзя, жыцё) |
| 3. Введення незмінного написання частки та прийменника «не» (наприклад: без нас, не руш замість бяз нас, ня руш) | Існуючі правила були збережені | Існуючі правила були збережені. |

Таким чином, у результаті реформи згідно з політичним проєктом 1933 р. до білоруської мови було введено понад 30 фонетичних і морфологічних особливостей, властивих російській мові.

#### Зросійщення через Народний комісаріат

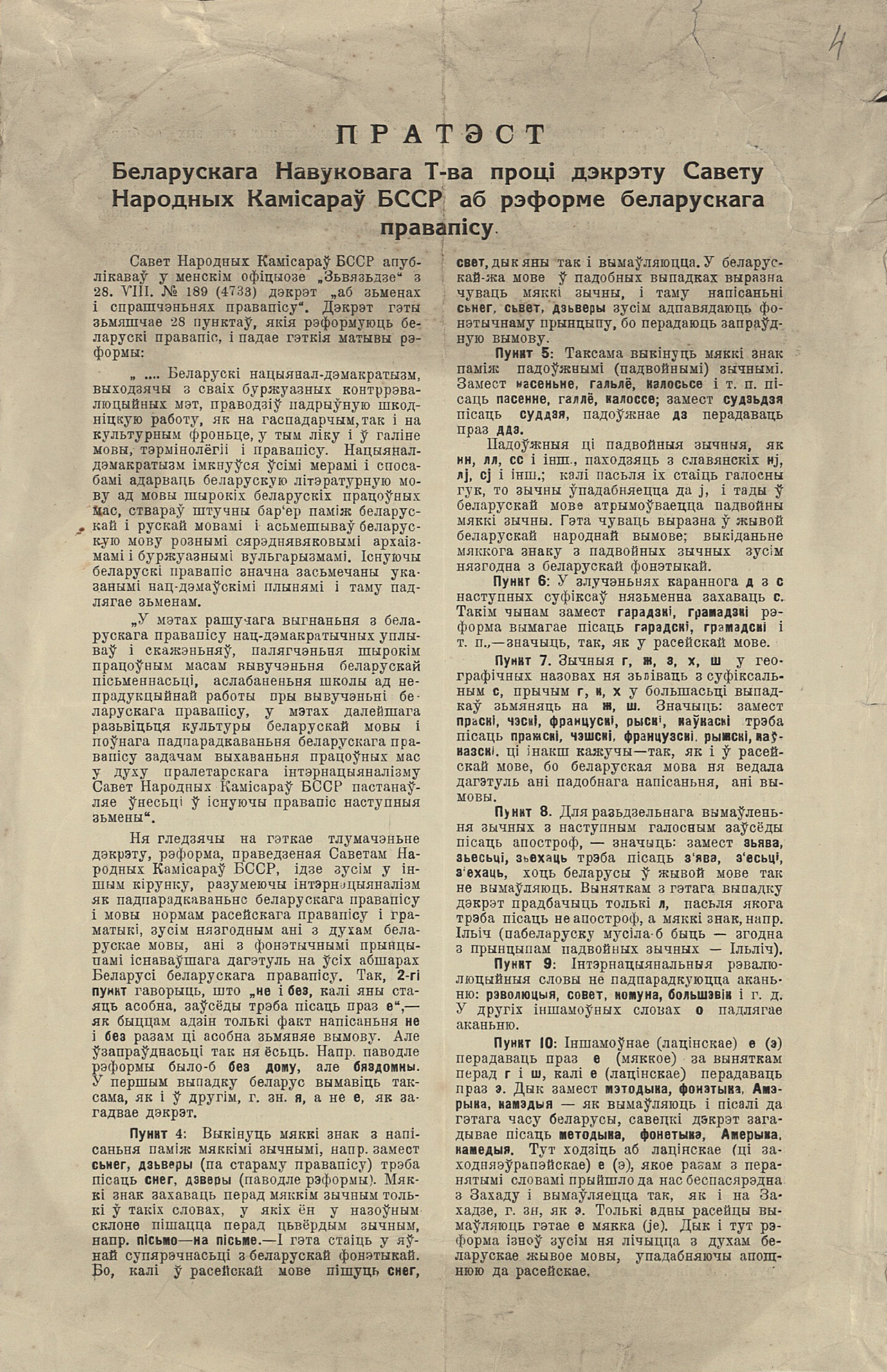
Перша сторінка протесту Білоруського наукового товариства у Вільно проти указу Наркомату про реформу білоруського правопису та подальшого ухвалення «наркомівки».

Білоруси за межами СРСР, насамперед західні білоруси, а також білоруські центри в Латвії, Празі та Берліні, не прийняли змін, введених в білоруську мову. Зокрема, Білоруське наукове товариство у Вільно на своєму надзвичайному засіданні 31 жовтня 1933 р. прийняло резолюцію проти реформи, у якій відзначалося її зросійщенна спрямованість та слабке наукове підґрунтя.
Серед причин неприйняття політичної реформи 1933 року були такі:
- Реформі передували посилені сталінські чистки та репресії серед білоруської інтелігенції[20];
- Проєкт реформи був розроблений спеціальною «Політичною комісією з перегляду російсько-білоруського словника та нових правил правопису білоруської мови», до складу якої не входив жоден мовознавець. На думку сучасних білоруських філологів, укладачі збірника правил керувались насамперед політичними, а не філологічними мотивами.
- Проєкт був схвалений Радою Народних Комісарів БРСР без громадського обговорення[21][20];
- Реформа була проведена в умовах жорстокого терору. Так, філолог Сергій Запрудський зазначає:

- Білоруські філологи та історики зазначають, що реформа штучно[22] наблизила білоруську мову до російської. Зміцер Савко зазначає, що політична комісія, яка проводила реформу, взяла з академічного проєкту білоруської реформи правопису 1933 р., що їй передував, усі пункти, що передбачали зближення з російською мовою, а решту або кардинально переробили для наближення до російської мови. або взагалі не врахували. Кандидат філологічних наук Ігор Клімов пише:

|  | Рішення РНК символізувало для сучасників невід'ємну волю наблизити білоруську мову до російської "будь-якою ціною". |

|  | Більшовицька держава, яка вперше в історії здійснила експеримент із створення нового суспільства та нової людини, також розглядала мову як об’єкт спеціальних маніпуляцій, спрямованих на досягнення певних, а не зовсім мовних цілей. Важливим напрямом таких маніпуляцій з 1930 р. було закріплення російського впливу в нормах літературних мов інших народів СРСР. Це підвищило культурну однорідність серед народів радянської імперії, придушило їхнє прагнення до сепаратизму та сприяло їхній культурній та мовній асиміляції. Білоруська мова також стала жертвою такої політики з 1930-х років. Подальший розвиток не був результатом внутрішньої необхідности чи реального використання, а визначався політичним становищем радянської держави. |

Основним наслідком реформи стала поява двох правописів (норм) білоруської мови, один з яких — наркомівка — почав офіційно застосовуватися в Радянському Союзі, а інший — традиційний класичний правопис — продовжував використовується білорусами за межами СРСР. Створення наркомівки розглядається як один із заходів політики зросійщення Білоруси, яка здійснювалася у двох основних напрямках: по-перше, безперервне зросійщення білоруської мови і, по-друге, систематичне витіснення цієї зросійщеної мови та її заміна російською мовою.

### Використання за межами СРСР
Після реформи 1933 року класичний правопис продовжував застосовуватися, розвиватися та вдосконалюватися за межами СРСР, а також у Білорусі під час Другої світової війни. За даними газети «Biełarus», жодне білоруськомовне видання, яке вийшло за межі СРСР, не використовувало наркомівку. У 1942 р. в Мінську відбулася лінгвістична конференція, результатом якої став новий правописний збірник Антона Льосіка «Biełaruski pravapis», виданий латиницею в 1943 р. і трохи пізніше того ж року — кирилицею: «Беларускі правапіс».
Новий етап у розвитку білоруського класичного правопису розпочався в середині 1940-х років, пов'язаний із появою білоруської політичної еміграції. Лінгвістичні дискусії проводились під час наукових зустрічей у Білоруському інституті науки та мистецтва в Нью-Йорку та Білоруській бібліотеці імені Франциска Скорини в Лондоні. Результати цих дискусій були опубліковані в періодичних виданнях (понад 100 назв). Крім того, проводилась велика лексикографічна робота. Такі люди, як Ян Станкевич та Антон Адамович, мали найбільший вплив на розвиток білоруського правопису за кордоном. У той же час, відкидаючи весь академічний розвиток після 1933 р. (який, однак, характеризувався нестабільністю офіційних норм і недостатньою послідовністю письмової практики), білоруська еміграційна громада залишила невирішеними питання, що виникли в 20-х роках XX століття.

### Повернення та поширення в Білорусі
У 1980-х роках, з початком процесу демократизації в СРСР в умовах нової хвилі білоруського національного відродження, розпочався рух за повернення класичного правопису до Білоруси, а також перегляд результатів реформи 1933 року. У 1988 р. газета «Літаратура і мастацтва» опублікувала відкритий лист молодих білоруських письменників «Рэпрэсаваны правапіс» із закликом до редакції літературних видань не змінювати правопис у текстах авторів. Звернення підписали Алесь Асташонак, Адам Гльобус, Володимир Орлов, Леанід Дранько-Майсюк, Сяржук Сокалау-Воюш, Анатоль Сис та інші. У 90-х роках В'ячеслав Адамчик та Василь Биков почали писати перші класичні ортограми.
Вже на початку 90-х років було відзначено використання класичного правопису, пропорційно наркомівці. З тих пір певні періодичні видання почали використовувати традиційний білоруський правопис з певною мірою послідовности (насамперед у м'якості написання, написання слів грецького та латинського походження) — наприклад, газета «Свабода» (з часу заснування газети 1990), «Пагоня» і «Наша Ніва» (з часу відродження газети у травні 1991 р.), журнали «Спадчына» (з червня 1993 р.) та «Мастацтва» (з 1992 р. разом із матеріалами згідно наркомівки). Тим часом основні публікації білорусів східної Польщі, такі як газета «Ніва», не зайняли певної позиції щодо цього питання і продовжували використовувати офіційний правопис. Класичного написання релігійної літератури в 1990-х роках дотримувалась Латинська церква в Білорусі. Як зазначає професор Ніна Мячковська, саме тарашкевиця на той час став знаком відродження білоруської мови.
Після встановлення авторитарного режиму президентом Олександром Лукашенко в 1995 році та відновлення політики зросійщення Білоруси розпочався політичний гніт масових періодичних видань класичним правописом. У 1996 р. газета «Свабода» перейшла на офіційний правопис (на час ліквідації владою в 1997 р. видання мало шість офіційних попереджень), а в 1997 р. (1998 р.) — газета «Пагоня». У 1998 р. внесений із змінами закон про пресу дозволив зупиняти видання газет без рішення суду за двома попередженнями. 29 травня того ж року газета «Наша Ніва» отримала попередження від Державного комітету з питань преси через «спотворення загальновизнаних норм використовуваної мови». У відповідь редакція подала заяву до Вищого господарського суду, вимагаючи скасувати попередження. У судовому засіданні член-кореспондент Національної академії наук Олександр Булика, професори Броніслав Плотніков, Павло Сцяцко, Геннадій Цихун та керівник катедри Білоруського державного педагогічного університету імені Максима Танка Павло Михайлов засвідчили, що використання класичного правопису не порушує загальноприйнятих норм білоруської мови. У результаті 22 грудня 1998 року суд скасував попереднє попередження на тій підставі, що білоруський закон не вимагає офіційного застосування офіційних норм білоруської ортографії та пунктуації, і надав «Наша Ніва» право на публікацію згідно класичного правопису.
Як зазначила професор Ніна Барщевська у 2002 році, багато білорусів, переважно інтелігенція, засудили реформу білоруської ортографії 1933 року та критикували її ортографічні норми, що негативно вплинуло на білоруську вимову, що особливо яскраво виявилося при роботі з дітьми в початковій школі.

### Робота над нормалізацією
Вирішення питання правопису в Білорусі було надане Комісії з удосконалення правопису (головою був Геннадій Цихун) Товариства білоруської мови імені Франциска Скорини, до складу якої, серед інших, входили Вінцук Вячорка та Зміцер Санько. Комісія активно працювала в 1991—1992 рр., а в 1993 р. опублікувала свої пропозиції. Загалом питання про існування двох правописів білоруської мови викликало дискусії в білоруськомовному суспільстві, причому погляди варіювались від повної підтримки до того самого повного заперечення.
Свідченням офіційного визнання необхідности уточнення правопису стало внесення відповідного пункту до «Державної програми розвитку білоруської мови та інших національних мов у Білоруській РСР» та наступні логічні кроки: проведення 19-20 листопада 1992 року Республіканської Наукової конференції «Праблемы беларускага правапісу», прийнята в 1993 р. Постановою Ради Міністрів № 556 «Про уточнення правопису білоруської літературної мови», а для реалізації постанови — створення Державної комісії з роз'яснення правопису (Голова Ніл Гілевич), до якого входили переважно представники офіційних структур. Комісія висунула низку пропозицій для громадського обговорення, але радикальна трансформація загальної ситуації в країні (серед іншого — повернення влади до політики зросійщення) зробила подальшу дію комісії неможливою, тому вона припинила своє існування рік пізніше, доручивши цю справу Академії наук та Міністерству освіти «підготувати до друку нову редакцію „Правил білоруської ортографії та пунктуації“ (з додаванням правил білоруської ортоепії)». Остаточні рекомендації, опубліковані 13 вересня 1994 р., стверджували, що хоча повернення певних дореформних норм є бажаним, але час для таких змін ще не став через те, що суспільство ще нібито не готове.
З другої половини 90-х років група вчених з Інституту мовознавства НАН Білорусі та викладачі ряду мінських університетів на чолі з академіком Олександром Підлужним (який у 1998 році закликав до репресій режим Лукашенка щодо прихильників класичного правопису білоруської мови) підготували три варіанти проєкту правописних змін, в яких пропонувалося повернути до офіційного білоруського правопису деякі норми класичного правопису. Невелика частина цих пропозицій була включена до міністерського проєкту нових правил білоруської мови, розробленого в 2006 році (що можна розглядати як продовження повільної еволюції офіційного правопису до класичного, що спостерігається з 1957 року). Проєкт був затверджений вперше у світовій історії мовознавства у формі Закону Республіки Білорусь «Про правила білоруської ортографії та пунктуації» Палатою представників Національних зборів та особисто Олександром Лукашенко. Тим часом, у жовтні 2007 року, напередодні прийняття закону «Про правила білоруської орфографії та пунктуації», міністр освіти режиму Лукашенко Олександр Радков заявив, що документ спрямований на заборону «незаконного використання класичного правопису» в періодичних виданнях. У той же час новий ортографічний словник, виданий Інститутом мовознавства у 2009 році, відзначився численними суперечностями зі змістом норм білоруської ортографії, офіційно прийнятих у 2008 році.

#### Нормалізація 2005 року
У 1990-х рр. серед редакторів видань, опублікованих класичним правописом, не було єдиного підходу щодо того, як вони повинні дотримуватися правил граматики та лексики згідно тарашкевиці. Водночас лунали заклики до об'єднання: зокрема, Вінцук Вячорка у журналі «Спадчына» у 1991 та 1994 роках. Крім того, 14 червня 1992 р. у Вільнюсі відбулася зустріч журналістів та видавців — користувачів класичного правопису з метою нормалізації правопису. У 1995 році Вінцук Вячорка опублікував проєкт модернізації класичного правопису. Результатом його публічного обговорення стала Празька конференція, що відбулася 5-6 грудня 1998 р., в якій взяли участь два десятки білоруських мовознавців, письменників, журналістів та інших користувачів класичного правопису білоруської мови. Конференція взяла за основу проєкт Вячорки та визначила напрямок подальшої роботи.
Навесні 2000 року з учасників Празької конференції була сформована робоча група, остаточний склад якої був визначений восени 2002 року. До нього входили люди, які постійно займалися практичними питаннями, пов'язаними з білоруською ортографією. Протягом декількох років робоча група на громадських засадах працювала над підготовкою та вдосконаленням збірника правил білоруського класичного правопису (загалом понад 200 засідань), результатом чого стала підготовка публікації «Білоруський класичний правопис. Сучасна нормалізація» (БКП-2005). Новий звід правил базувався на проєкті правопису щодо стандартизації, опублікованому в 1995 році Вінцуком Вячоркою, а також на результатах його публічного обговорення на Празькій конференції. Крім того, наприкінці серпня — на початку вересня 2004 р. була проведена відкрите анкетування щодо найбільш суперечливих питань правопису, результати якої були враховані в проєкті Збірника правил. Проєкт Збірника було надіслано 27 спеціалістам — мовознавцям, письменникам, зацікавленим установам — для зворотного зв'язку. Остаточна версія була затверджена на початку березня 2005 року.
Нормалізацію в 2005 р. прийняли всі основні видання, які на той час дотримувались класичного правопису — газета «Наша Ніва» (з грудня 2008 року використовує офіційний правопис), журнал «ARCHE Пачатак», білоруські видання Радіо Свобода та Польське радіо. У той же час відсутність декларативної інформації про конкретну версію білоруської орфографії, що використовується в певних ЗМІ та публікаціях літературних творів класичним правописом, як правило, не дозволяє однозначно судити про прийняття чи відхилення правописної системи 2005 р., але аналіз таких публікацій свідчить про те, що норми класичного правопису, що використовуються в даний час, по суті відповідають правилам нормалізації класичного правопису 2005 року.
27 квітня 2007 р. IANA надала нормалізованій версії класичного правопису власний мовний підтег «tarask» (повне позначення: be-tarask).
Восени 2012 року американський славіст Курт Вулхайзер провів дослідження використання білоруської мови її носіями в Білорусі, під час якого дійшов наступного висновку: Вулхайзер зазначив: «Жоден з моїх інформаторів не говорить „долар“, але вони говорять „даляр“. Через деякий час це можна ввести як норму. У словниках є слово „маладзёжны“. Але дуже часто використовується інший варіант — „моладзевы“».

## Використання

### ЗМІ й Інтернет

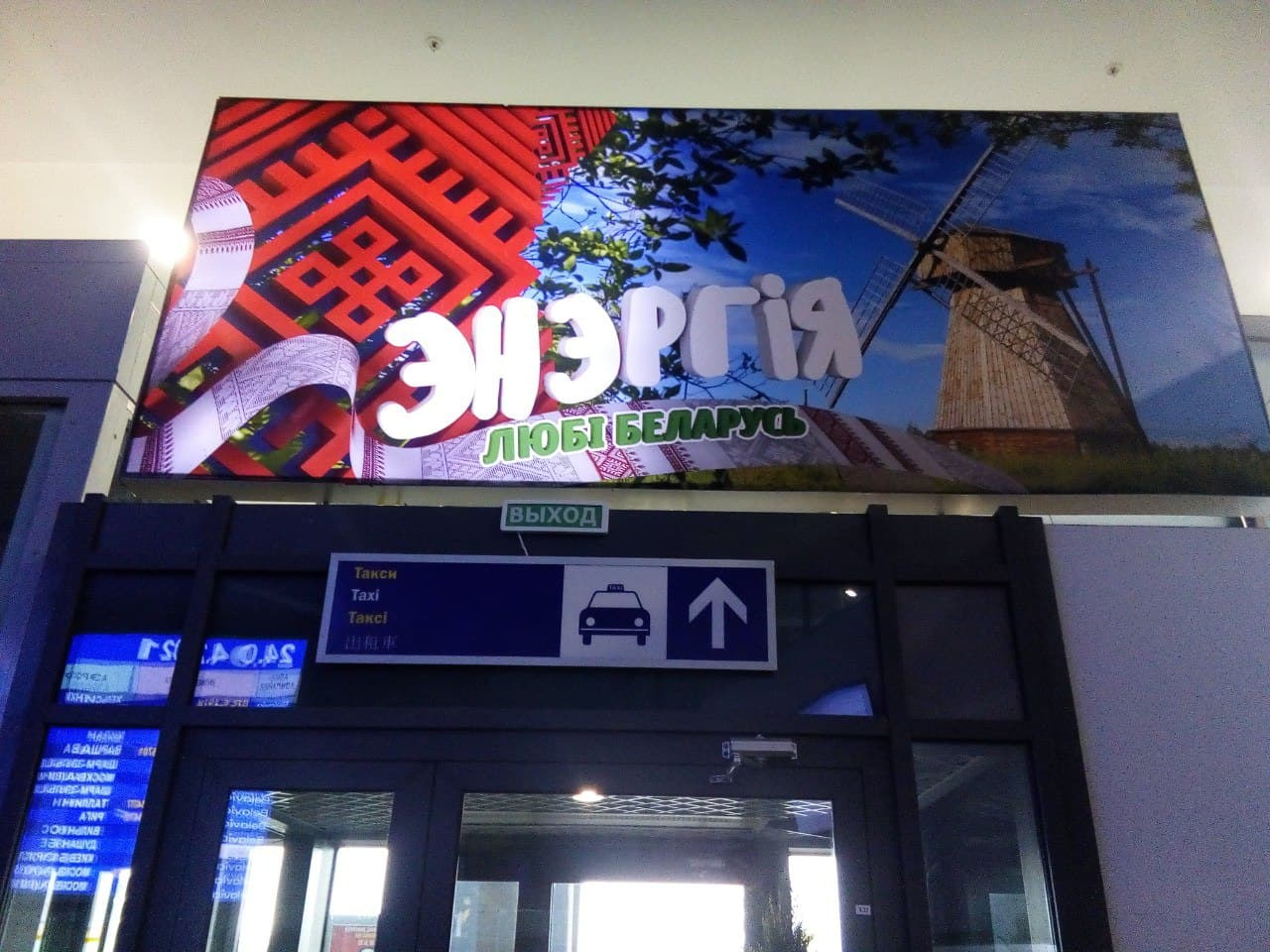
Білборд класичним білоруським правописом з написом «Энэргія» біля виходу з 6-ї брами аеродрому (Національний аеропорт «Мінськ», 2021)

Всі білоруськомовні періодичні видання до 1933 р., а також усі видання білоруської діаспори (понад 100 назв) виходили класичним правописом. Після повернення класичного правопису в Білорусь такі масові періодичні видання, як «Свабода» (тираж до 100 000 примірників) і «Пагоня» (до 15 000 примірників), були передані до Білорусі, яка врешті-решт припинила своє існування через репресії режиму Лукашенка.
У 1998 р. «Наша Ніва» (до 8000 примірників) повинна була відстояти своє право на публікацію класичним правописом у Верховному суді Білоруси, який визнав, що на той час білоруське законодавство не вимагало обов'язкового застосування офіційних норм білоруської орфографії та пунктуація. У 2003 році режим Лукашенко скасував реєстрацію журналу класичного правопису «Студэнцкая Думка», а в листопаді 2005 року правоохоронці вилучили всі екземпляри журналу з мінських магазинів і кафе, які безкоштовно розширились до 299 примірників (що не вимагали реєстрації). У 2005 році режим Лукашенка фактично позбавив «Наша Ніва» легального способу розширення поштою, що призвело до значного економічного удару по редакції. Повернення газети до передплатних каталогів у 2008 році збіглося з переходом видання на офіційний правопис, що пояснювалося частково вимогами обов'язкового використання офіційних правил білоруської орфографії від 1 вересня 2010 року в Законі про білоруський правопис та пунктуація. У 2018 році друкована версія «Наша Ніва» припинила своє існування. Перехід до офіційного правопису також відбувся на двох білоруськомовних радіостанціях Польщі — Радіо «Рація» з 2007 року (у цьому ж році за підтримки польської влади розпочались трансляції білоруськомовного телеканалу «Белсат», який з самого початку свого існування користувався офіційною орфографією) та «Білоруська служба Польського радіо» з 2019 року (після відходу в 2018 році її керівниці, професорки Ніни Барщевської). Видавництво ARCHE Пачатак, маючи інтерфейс порталу класичним правописом (включаючи електронну газету «ARCHE», випущену у вересні 2019 року), видає публікації згідно з написанням, вибраним авторами, з 2013 року. Після перерви в роботі на 9 місяців у жовтні 2020 року офіційний правопис почали використовувати «Тузін Гітоў». Що цікаво, у 2008 році класичний правопис (очевидно, через необережність) з'явився в одній з публікацій російськомовної газети «Советская Белоруссия», органу преси Адміністрації Президента, коли автор залишив отримані під час інтерв'ю відповіді оригінальним написанням. Хоча зараз вона виходить під назвою «СБ. Беларусь сегодня».
Найбільшим засобом масової інформації, який використовували класичний правопис з моменту його створення, є Білоруська служба Радіо Свобода, у якій у 2016 році працювало 12 журналістів, 11 з яких були редакторами: Сергій Абламейко, Богдан Андрусишин, Юрій Дракахруст, Сергій Дубовець, Олексій Знаткевич, Ян Максимюк, Сергій Навумчик, Олена Радкевич, Анна Совс, Олена Тиханович та Сергій Шупа. Серед білоруських політичних партій партія БНФ та Консервативно-християнська партія — БНФ мають сайти класичним правописом. Проєкт на підтримку білоруського важкого металу та пов'язані з нею події та явища «ByMetal» працює класичним правописом.
З моменту появи Інтернету в Білорусі класичний правопис широко застосовується у приватному спілкуванні (форуми, соціальні мережі, месенджери тощо). За словами кандидата філологічних наук Сергія Важника, офіційна орфографія білоруської мови сприймається користувачами Байнету (білоруськомовний сегмент інтернету, наприклад як УАнет — українськомовний сигмент інтернету) як стара, негнучка, неприродна система, а класичний правопис — навпаки: як гнучкий, відкритий, вільний від «умовностей» осередок.

### Граматики та підручники
Перша граматика класичного правопису — «Білоруська граматика для шкіл» Броніслава Тарашкевича, вперше опублікована в 1918 році у Вільно, згодом була перевидана (1919, 1920, 1921, 1926, 1943), у тому числі в 1991 році факсимільне видання серії «Білоруська Мова: історія та сучасність» державного видавництва «Народна освіта» (яке хоч і вийшло тиражем 12 000 примірників, але одразу стало рідкістю).
Із досягнень білоруської діаспори слід зазначити «Падручнік крывіцкае (беларускае) мовы. Граматыка, правапіс, укладаньні прытарнаваныя вучыцца ў школе й дома» Яна Станкевича (Регенсбург, 1947) та фундаментальний двотомний підручник «Білоруська мова» Валентини Пашкевич (Торонто, 1974) — перша практична граматика білоруської мови англійською.
У 2004 році з'явився електронний підручник для викладання білоруської мови «Гавары са мной па-беларуску» (автори Сергій Александров та Галина Мацик), що дозволило оволодіти білоруською мовою на основі класичного правопису. У 2008 році була опублікована його доповнена та перероблена версія. У 2017 році вийшов підручник для самостійного вивчення білоруської мови (автор Антон Сомін), який, орієнтуючись на офіційну норму, однак містить інформацію про класичну версію на всіх рівнях мови — фонетиці, морфології, синтаксисі й орфографії.
Враховуючи обов'язкове вивчення білоруської мови в білоруських школах, автори сучасної нормалізації розглядають граматики та підручники офіційного правопису як допоміжні джерела при вивченні класичного правопису: у публікації «Білоруський класичний правопис. Збірник правил» (2005) охоплює, насамперед, моменти, що відрізняються від офіційного написання. Незважаючи на те, що збірник зосереджений на правилах орфографії та вважається путівником до труднощів, він також надає деяку інформацію з інших мовних рівнів (правила ортоепії, граматики, синтаксису, принципи словотворення тощо).
Книги з класичним правописом з питань культури мови можуть слугувати допоміжними засобами при вивченні мови, що відрізняються від прийнятих у офіційній мовній нормі:
- «Жывая мова»[49] Юрася Бушлякова, видана у 2013 році;
- «Па-беларуску зь Вінцуком Вячоркам»[50] Вінцука Вячоркі, опублікована у 2016 році під однойменною рубрикою на Радыё Свабода;[51]
- «Не сьмяшыце мае прыназоўнікі»[52] Вінцука Вячоркі, оприлюднена в 2017 році.

### Словники
Досягнення класичного правопису включають усі словники білоруської мови, видані між 1918 і 1933 роками, включаючи перший у білоруській лексикографії російсько-білоруський словник перекладу XX століття братів Максима та Гаврила Горецьких, російсько-білоруський словник Вацлава Ластовського, академічні білорусько-російський та російсько-білоруський словники Степана Некрашевича та Миколи Байкова. У 1922—1933 рр. у Мінську видано 23 видання словників білоруської наукової термінології з математики, ботаніки, географії та космографії, геології та мінералогії, літератури, логіки та психології, музики, анатомії, армії, права, соціальних наук, зоології, мовознавства, бухгалтерської справи, хімії, сільського господарства, фізики, педагогіки, загального рослинництва та інші (з 2018 року ця колекція доступна у цифровому форматі на Slounik.org). У той же час, щодо політичної реформи білоруського правопису в 1933 р., радянська влада наказала знищити рукописи раніше підготовленого багатотомного «Словника живої білоруської мови», двотомного російсько-білоруського та білорусько-російського, польсько-білоруського та білорусько-польського, есперанто-білоруського та білорусько-есперанто, латвійсько-білоруського, історичного, орфографічного й інші словники.
До 1933 року словники класичного правопису були видані за межами СРСР. Англійсько-білоруський словник Яна Петровського був виданий в Австралії в 1946 р., а в 1983 та 1985 рр. вийшли дві частини класичного греко-білоруського словника цього ж автора. У 1966 р. Йозеп Гладкий видав збірку прислів'їв Логойська в Нью-Йорку та Мюнхені. Крім того, до 1985 року з'явилися такі словники, як «Некаторыя праўніцкія тэрміны», «Слоўнік юрыдычных беларускіх тэрмінаў», «Маленькі беларуска-расейскі размоўнік», «Слоўнік беларускае літаратурнае мовы 19-га стагодзьдзя», «Слоўнік нямецкіх запазычаньняў у беларускай мове». У 1989 р. в Нью-Йорку вийшов «білорусько-російський (Велико-литовсько-російський) словник» Яна Станкевича. Він містить понад 60 000 статей та поєднує в собі особливості перекладних, тлумачних та діалектних словників. У 1992 р. в Нью-Йорку вийшов білорусько-англійський та англійсько-білоруський словник Олександра Ушкевича та Олександра Зезуліна, що містить близько 6500 слів.
Після повернення класичного правопису в Білорусь у 1991—1994 рр. у Мінську в рамках серії «Беларуская мова: гісторыя і сучаснасць» державного видавництва «Народная асвета» було опубліковано факсимільний ряд наукових публікацій 20-х років, у тому числі «білорусько-російський словник» (1925) Байкова та Некрашевича. З 1991 року як у видавництвах, так і від руки видається невизначена кількість словників, що використовують класичний правопис, зокрема "«Кароткі расейска-беларускі фізыялягічны слоўнік», «Расейска-беларускі хімічны слоўнік», «Слоўнік юрыдычнай тэрміналёгіі (беларуска-расейска-польскі)». У 2001 році співробітники газети «Наша Ніва» підготували електронний «Слоўнік беларускай мовы (клясычны правапіс)», також відомий як «Слоўнік Нашай Нівы». Однак, за словами авторів, цей документ не був словником у звичному розумінні: він був створений автоматично з доступних текстів газети «Наша Ніва» виключно для того, щоб надати сучасним користувачам тарашкевиці довідковий матеріал для нормалізації орфографії.
Співавтори видання «Білоруський класичний правопис. Збірник правил. Сучасна нормалізація» містив орфографічний словник (понад 5000 слів), електронна версія якого доступна на словниковому порталі Білоруської полиці.
Словники, складені для нормалізації класичного написання білоруської мови в 2005 році та опубліковані приватно без державного фінансування:
- «Англійсько-білоруський словник» Валентини Пашкевич (Мінськ, 2006) — перший англійсько-білоруський словник середнього розміру. Включає близько 30000 слів; англійська частина використовує американську версію англійської. Як зазначає Зміцер Савко, той факт, що білоруські державні установи не змогли видати такий словник (академічний англійсько-білоруський словник, що містить близько 60 000 слів і фраз, був опублікований лише в 2013 році), свідчить про те, що альтернативна лінгвістична наука має досягнення, які можуть скласти конкуренцію офіційній науці.[60]
- «Словник для дітей: білорусько-польський, польсько-білоруський» Валерії Жданович (Мінськ, 2006) — ілюстрований словник із 1000 статей. У 2007 та 2008 роках вийшли додаткові видання словника.
- Словник ідиш-білоруський Олександра Остравуха (Мінськ, 2008) — унікальне довідкове видання із 25 000 словникових статей та 50 000 слів, що містить лексику ідиш та живу лексику, а також фразеологічні матеріали. Другий в історії Білоруси ідиш-білоруський словник (перший виданий у 1932 р., також на тарашкевиці).
- «ЄвроСловник» Лявона Барщевського (Мінськ, 2008) — унікальне видання, що включає близько 100 000 одиниць перекладу на 28 мов. У білоруській частині подано як офіційний, так і класичний варіанти правопису.
- «Пояснювальний словник інформатики Миколи Савицького: Білоруський класичний правопис» (Мінськ, 2014) — довідковий словник, що містить понад 3000 найбільш часто використовуваних термінів в інформатиці та обчислювальній техніці. Кожен термін подано білоруською та англійською мовами, а білоруською.

### Інструменти перевірки орфографії
У 2004 році Федір Піскунов, співробітник Московського державного лінгвістичного університету, створив програму перевірки орфографії для MS Word 2000 «Літара 1.0», яка підтримувала як класичний, так і офіційний правописи білоруської мови.
У 2015 році білоруський мовознавець Зміцер Савко спільно з мовною службою телеканалу «Белсат» та за активної допомоги волонтерів створив багатофункціональний мовний сервіс «Добрапіс», який підтримує перевірку білоруських текстів класичним правописом.

### Енциклопедії
З моменту свого створення — 6 квітня 2004 року і до 26 березня 2007 року існувала єдина Білоруська Вікіпедія, де співіснували дві норми правопису білоруської мови: класичний та офіційний правописи. У 2007 році — єдину Білоруську Вікіпедію розділено на дві — з класичним та з офіційним правописами, а 26 березня 2007 року, відповідно до рішення мовного підкомітету фонду Вікімедіа, розділ Вікіпедії класичним правописом перейменовано з піддомену третього рівня «be», який передали Вікіпедії офіційним правописом, у «be-x-old». Тепер Білоруська Вікіпедія тарашкевицею має домен be-tarask. Станом на липень 2021 рік, Білоруська Вікіпедія за класичним правописом містить понад 75 тис. статей, поки Білоруська Вікіпедія за офіційним — понад 200 тис.
Існує також електронна енциклопедія Slounik.org, яка має інтерфейс тарашкевицею й містить енциклопедичні статті як офіційним, так і класичним правописом.

## Оцінки
На початку XX ст. Юхим Карський висловив думку, що графіки білоруської мови того часу, на яких базується як класичний (тарашкевиця), так і офіційний (наркомівка) правописи, сформувалися під впливом польської мови. Цей вплив він побачив насамперед у використанні «і» і «шч» замість літер «и» і «щ» відповідно (як у старобілоруській мові), а також у «надмірному» вживанні м'якого знаку між приголосними. За словами Олександра Підлужного (який в одній зі своїх публікацій 1998 року закликав режим Лукашенка почати репресії проти прихильників класичного правопису), практика позначення м'якости приголосних на письмі, яка мала місце в білоруській мові в середині XIX і початку XX століть, зазнала впливу графіки польської мови. Юхим Карський (який, згідно з наукою Російської імперії, дотримувався думки, що білоруська мова є окремою частиною «триєдиної» російської мови і повинна негативно відноситись до будь-яких неросійських впливів) та Олександр Підлужний вважали, що м'яка /ɫ̪j/, тверді губні, відмова від дзекання та цекання (присутні як у класичному, так і в офіційному правописах) у запозиченнях виникли під впливом польської мови. Водночас Вінцук Вячорка рішуче заперечує такі впливи. У випадку з м'яким /ɫ̪j/ він зазначає, що багато відповідних запозичень зафіксовано не лише в книзі, але і в білоруській просторовій мові: пляшка, хлёрка, шлях, шляхта, сьлёсар, глязура, друшляк, шкарлятына, лёк, лёх та інші. Хоча подібні слова є в польській мові, вони насправді не є польськими і мають романське чи германське походження. Вони прийшли до польської мови з латинської, німецької та нідерландської (іноді через чеську). Вінцук Вячорка вважає, що внаслідок історичного зв'язку з європейським культурним та цивілізаційним простором (латинська мова використовувалась на державному рівні і була обов'язковою в навчальних закладах Великого князівства Литовського, а безпосередні контакти з німцями розпочалися ще за часів Полоцького князівства, також мова євреїв їдиш загалом була дуже поширена в білоруських містах і містечках), а також м'якість європейського /lj/ з точки зору білоруської фонетики, предки білорусів могли запозичити слова з м'яким /lj/ з європейських мов без польського посередництва. Взагалі, відсутність польського посередництва у запозиченні низки слів з німецької та інших європейських мов допускав навіть Юхим Карський. Тим часом у російській мові, куди ці слова потрапили набагато пізніше, немає послідовної системи їх засвоєння (наприклад, Финляндия, Курляндия — Голландия, Исландия), а через орієнтацію наркомівки на російську мову створилась певна хаотичність: хлёрка, але «хлор»; пляц, але «плацдарм»; шлягер, але «шлагбаўм»; лямпа, але «лампада» тощо. Те саме стосується твердої передачі ряду приголосних у запозиченнях, що також зафіксовано у народній мові: вэлюм, сэнс, сакрэт, сакратар, мэта, лямант, момант (у говірках мамэнт) і інші. У латинській мові, звідки походить більшість цих слів, присутня тверда вимова. В офіційному правописі через механічну передачу несистематичної та хаотичної російської вимови в цьому випадку також (як і при передачі «л») спостерігається розбіжність: экзэмпляр і экзэма, але «экзекуцыя»; сэптыма, але «секста»; сэнс, але «сенсуалізм» і «сенсацыя»; сэпсіс, але «антысептык» та інше. Тим часом Ігор Клімов вважає, що в умовах тотального зросійщення Білоруси зближення з польською мовою, яка для більшости білорусів фактично стала іноземною, є менш небезпечним для долі білоруської мови, ніж збереження російського впливу.
У 1996 році Олександр Підлужний заявив, що нібито відновлення дореформенних норм може призвести до перетворення великої кількости білоруськомовних людей на неписьменних та до формування такої собі «елітної» грамотности, якою володіла би невелика кількість людей. Він також стверджував, що повернення дореформених ортоепічних норм у запозичених словах призведе до неприродного, невідповідного народного мовлення, а також справді послужить знаком групової приналежности. Тим часом Ігор Клімов зазначає, що тарашкевицю критикують насамперед ті науковці, які говорять російською мовою набагато краще білоруської, і у своїх висновках вони концентруються на досвіді та практиці російської мови. На його думку, існування двох систем норм (стандартів), врешті-решт, може зміцнити ідентичність білоруської мови, зміцнити її позиції в сучасній мовній ситуації. Крім того, розвиток літературної мови об'єктивно вимагає певної мінливости, і конкуренція норм може бути корисною для збагачення літературної мови. Це може призвести до злиття конкуруючих норм для створення нового стандарту. У 2008 році в коментарі до нового законопроєкту про білоруську орфографію Олександр Лукашанець, директор Інституту мови і літератури Якуба Коласа та Янки Купали НАН, зазначив, що тарашкевіця — це білоруська культурна та духовна традиція. За словами Арсена Ліса, дослідника біографії Броніслава Тарашкевича, граматика Тарашкевича лежить в основі офіційного правопису. Усі основні напрями розвитку білоруської мови, усі ідеї (від лінгвістичних та граматичних термінів до формулювання правил) належать Тарашкевичу.
У 2007 році Сергій  Дубовець на сторінках «Наша Ніва» зазначив, що конфлікт між двома правописами — офіційним (наркомівкою) та класичним (тарашкевицею) — на його думку, визначався головним чином як морально-етичний (у 2005 році Сергій Запрудський заявив, що вважає правопис питанням громадської згоди, а не наукової дискусії). Цей конфлікт виявився фактичним визнанням або невизнанням права влади СРСР — ініціаторів та керівників політики насильницького зросійщення Білорусі — змінювати білоруську мову відповідно до своїх смаків та цілей. Водночас Сергій Дубовець висловив думку, що білоруський правопис 2008 року, прийнятий режимом Лукашенко, не має того негативного змісту, який мала реформа 1933 року. Він спробував підкріпити свою думку заявою (зробленою в заголовку статті у порівнянні з ситуацією навколо громадян нацистської Німеччини та їхніх дітей) про те, що режим Лукашенка як нащадок не несе відповідальности за своїх історичних попередників — радянські злочини в Білорусі. З цієї причини Дубовець закликав відійти від принципів прихильности до класичного правопису на користь співпраці з режимом Лукашенка у лінгвістичних питаннях (була пропозиція «почувати себе частиною» авторитарної Білорусі), що, на його думку, продиктовано виживанням білоруської мови. Однією з реакцій на заяву Дубовця (і подальший перехід «Наша Ніва» до офіційного правопису) стала оцінка цього кроку як помилки та зради моральних принципів. Тим часом, після короткого і досить суперечливого періоду, який іноді називали «м'якою білорусізацією», під час придушення масових акцій протесту проти фальсифікацій президентських виборів 2020 року режим Лукашенка вчинив вбивства та масові тортури білорусів, цинічними образами білоруських національних символів: мови, історія та культура — за фінансової, військової та інформаційної підтримки московської влади Кремля.

## Відмінності від офіційного правопису

### Фонетика та орфографія
| Класичний правопис | Офіційний правопис |
| Алфавіт | |
| У версії нормалізації класичного правопису 2005 року є рекомендована літера «ґ», яка позначає вибуховий звук /g/ при засвоєнні іноземних власних імен: Наприклад: Ґаза, Ґамбія, Ґент, Ґібральтар, Ґітлін, Аґра, Арлінґтан, Рэдынґ і т. д. Список - Аґра, Аґюст, Анґола, Арґентына, Арлінґтан, Аўґуст, Аўґсбурґ, Біґ-Бэн, Буґацьці, Бэкінґгэм, Бэрґгоф, Бэльґрана, Вашынґтон, Віктор Юґо, Вюртэмбэрґ, Гааґа, Гайдэльбэрґ, Ґай, Ґас, Ґаза, Ґабрыеля, Ґалац, Ґалюа, Ґамбія, Ґаўс, Ґасконь, Ґарыбальдзі, Ґалґота, Ґаяна, Ґейл, Ґелера, Ґервяты, Ґент, Ґёбэльс, Ґётэ, Ґгаты, Ґібральтар, Ґіём, Ґітлін, Ґотлянд, Ґоццы, Ґоя, Ґэлап, Ґэртын, Ґэры, Ґрандэ, Ґрэнобль, Ґрэнляндыя, Ґрэйвэз, Ґлазґа, Ґудўін, Ґянджа, Ірвінґ, Кіплінґ, Кройцбэрґ, Лэнґлі, Лонґ-Айлэнд, Люксэмбурґ, Майнінґен, Мэґі, Ніяґара, Пітаґор, Пітсбурґ, Пэдынґтан, Ролінґ Стоўнз, Руґен, Рэдынґ, Рэґенсбурґ, Турынґія, Тыніс Мяґі, Сіґітас Ґяда, Сійґ, Фоґель, Хэнэраль-Бэльґрана, Уґанда, Эбінґгаўз та ін. | Літери «ґ» немає. Цікаво, що в літературній білоруській мові вибуховий звук /g/ (і його м'який еквівалент /gʲ/) вимовляється в білоруських звукосполученнях /z̪g/, /d͡z̞g/, /d͡ʐg/: анэк(ґ)дот, вак(ґ)зал, пак(ґ)гаўз, во[зґ]ры, ма[зґ’]і, ро[зґ’]і, абры[зґ]лы, бра[зґ]аць, пляву[зґ]аць, вэ[дзґ]аць, [джґ]аць, эк(ґ)замэн, эк(ґ)сгумацыя і ў шэрагу пазычаньняў: [ґ]анак, [ґ]арсэт, [ґ]валт, [ґ]зымс, [ґ]онта, [ґ]узік, а[ґ]рэст, [ґ’]ер[ґ’]етаць, цу[ґ]лі, шва[ґ’]ер та інші, однак літери немає. Це дало початок реставрації у XX столітті вживання літери «ґ», яка вживалась у старобілоруській мові. У власних назвах з неслов'янською лексичною основою вибуховий /g/ традиційно вимовляється білоруською мовою як фрикативний /γ/; збереження /g/ у вимові не кваліфікується як порушення ортоепічної норми: [Г]арыбальдзі та [Ґ]арыбальдзі, [Г]рэнляндыя та [Ґ]рэнляндыя, [Г’]ётэ та [Ґ’]ётэ, [Г’]ібральтар і [Ґ’]ібральтар. |
| Позначення асимілюючої ‘м'якости’ приголосних | |
| Позначається м'яким знаком. (окрім г (ґ), к, х) Наприклад: зьява, дзьве, сьвет, сьнег, сьпевы, сьфінкс, сьцяг, бясьсьнежны, бундэсьліга, дысьлякацыя, мюсьлі, радасьць, расьцьвісьці, эксьлібрыс, на высьпе, у зьмесьце, Сьміт, Сьцяпан, Касьцюшка, Лэсьлі, Шэксьпір; зьвер, зьдзек, разьбіць, спазьніцца, у арганізьме, на прызьбе, пры спазьме, Зьбігнеў, Зьвіяд, Зьміцер; Схоже правило існує і щодо подвійних м'яких приголосних /s̪j/, /z̪j/, /t͡s̞j/, /d͡z̞j/, сонорних /ɫ̪j/, /n̪j/, виняток шиплячі /ʐ/, /ʂ/, /ʈ͡ʂ/ (замежжа, Падляшша, далеччу): 1. зялезьзе, боязьзю, дробязьзю, мязьзе (ад мязга), повязьзю; Вязьзе, Падбярэзьзе; таксама ў корані: зьзяць, зазьзяць, зьзяньне; 2. калосьсе, восьсю, рысьсю; Палесьсе, зь Беларусьсю; 3. асяродзьдзе, судзьдзя, медзьдзю, моладзьдзю, роўнядзьдзю; Забродзьдзе, Лодзьдзю, Моўчадзьдзю; Асимілятивне пом'якшення поширюється на прийменники з, без/бяз, праз, цераз: зь вераю, бязь сьлёз, празь лес, церазь сетку; зь юнаком, бязь іх, празь ёрмы, церазь яліну; зь Інаю, бязь Янкі, празь Ельню, церазь Юрмалу. | Скасовано позначення асимілятивного пом'якшення приголосних. Наприклад: зява, дзве, свет, снег, спевы, сфінкс, сцяг, бясснежны, бундэсліга, дыслякацыя, мюслі, радасць, расцьвісці, экслібрыс, на выспе, у зьмесце, Сміт, Сцяпан, Касцюшка, Лэслі, Шэкспір; звер, здзек, разбіць, спазніцца, у арганізме, на прызбе, пры спазме, Збігнеў, Звіяд, Зміцер; жалеззе й зялеззе, палоззе, бояззю, дробяззю, мяззе (ад мязга), повяззю; Вяззе, Падбярэззе; таксама ў корані: ззяць, заззяць, ззяньне; калосьсе, пераноссе, воссю, гуссю, рыссю; Палессе, зь Беларуссю; асяродздзе, судздзя, медздзю, моладздзю, роўнядздзю; Забродздзе, Лодздзю, Моўчадздзю; |
| Фонетичний принцип у правописі | |
| Поширений, у тому числі на приголосні та на стику морфем. Наприклад: механізам, стагодзьдзе, ня толькі, тэатар; | Здебільшого обмежені ненаголошеними голосними. Наприклад: механізм, стагоддзе, не толькі, тэатр; |
| Транслітерація запозичених слів | |
| Транслітерація літер «la», «lo» і «lu» | |
| Транслітерація м'якого /ɫ̪j/ у словах західноєвропейського походження, за винятком більшости англіцизмів. У запозиченнях з інших мов він транслітерується залежно від твердости або м'якости звуку мовою-джерелом. Наприклад: акуляры, аэраплян, балянс, галянтарэя, глёбус, глядыятар, парлямэнт, плягіят, плян, лёгіка, лябараторыя, ляўрэат, мэталюргія, навэля, Плятон; Список - [l̪a]: ля, ляванда, лязарэт, лякмус, лягуна, ляк, лякуна, лямбда, лямец, лямпа, лямус, ляпіс, ляпсус, лярва, лясьён, ляўрэат, ляфэт, акуляры, атлянт, бакаляўр, баляда, бляндынка, блянк, бляха, глядыёлюс, глядыятар, глязура, глянды, глянец, друшляк, дэклярацыя, дэфіляда, клявіш(а), клямка, кляса (ад classis ж. р.), клясык, кляштар, макулятура, плябан, пляга, плягіят, пляж, плязма, плякат, пляма, плян, плянэта, -пляст, плястылін, плятформа, пляц, пляцдарм, пляцкарта, пляцэнта, пляшка, стэляж, табуляцыя, шкарлятына, шлягбаўм, шляга, шлягер, шлямбур, шлянг, шляфрок; [l̪ɔ] лёгіка, лёджыя, лёжа, лёзунг, лёк, лёкай, лёс, лёцман, лёх, алькалёід, балён, блёк, глёбус, паліглёт, дыплём, калёквіюм, клёш, плёмба, рулён, салён, тубэркулёз, фальклёр, філёзаф, флёксы, флёр, флёра, флёт, хлёрка, цэлюлёза; [l̪u]: люза, люідор, люк, люкс, люмбага, люмпэн, люнатык, люпа, люстра, люстрацыя, люцэрна, алюр, аншлюс, блюза, блюзьнер, вэлюм, глюкоза, плюралізм, плюс, рэвалюцыя, салют, флюарэсцэнцыя, флюгер, флюід, флюс, шлюз, шлюп; З твердим /ɫ̪/ у більшості англіцизмів: лава (маґма), ладан, лама (жывёла), ланцуг, лаціна й аднакаранёвыя, лотра, лубін, блазан, блакіт, блат, клон, палац, салата; балт, болт, гвалт, залп, катафалк, малпа, кшталт, салдат, фалда; Балтыка, Лазар, Ларыса; | Транслітерація /ɫ̪/ переважно тверда. Наприклад: галантарэя, глобус, парламент, плагіят, план, логіка, лампа, мэталургія, навела, Платон; Справа в тому, що в польській мові саме проста буква L — позначає м'який звук, а буква Ł — твердий. А серед мов з латинським алфавітом при запозиченні слів написання їх прийнято не змінювати. Тому вище зазначені слова польською мовою пишуться як Lampa, Parlament, Plan, а ці слова до руської мови були запозичені з польської мови. У 1933 р. вчені Інституту мовознавства назвали пропозицію про введення цих норм «тенденціями Великої Держави», вказавши, що це характерна російська вимова. |
| Транслітерація літер β («бета») та θ («тета») у грецизмах | |
| Послідовне передавання «β» як «б», наприклад: абат, альфабэт, алябастар, Амбон, араб, базіліка, бібліятэка, базальт, Бабілён, барбар, Барбара, Барталамей, базылянін, бакханалія, габрай і габрэй, д'ябал, лямбда, сыбіля, сымбаль, рабіт, Табор, Тэбы, Херубім; Арабія, Арабійская пустэльня, Бізантыя, Лібан, у біблійному значення: амброзія, Абэль, Бабілён, Біблія, Бэтлеем і похідні батлейка, Рэбэка; Та послідовне передавання «θ» як «т», наприклад: альгарытм, артаграфія, артадокс, артапэд, арытмэтыка, Атон, Атэны, Барталамей, Барыстэн, Бэтлеем, бібліятэка, дытырамб, Дэмастэн, Карынт, катэдра, лягарытм, маратон, Марта, матэматыка, метад, міт, мітычны, міталёгія, Мятод, патас, патэтыка, Пітагор/Пітаґор, рытм, тэатар, тэалёгія, тэорыя, Тэсалія, этэр, Этыёпія, проте рыфма; автори академічних мовних проєктів 1930 і 1933 рр. пропонували дотримуватися цієї норми. транслітерація «β» як «б» та «θ» як «т» також використовувалась у старобілоруській мові в XV—XVII століття (дьѧбл-, дѧбл-, барбар(ъ); аритметыка, ѡртокграѳеѧ), а також білоруською мовою XIX столітті (дьябал(ъ), сымболь). | Передавання частково «β» як «в», а «θ» як «ф» (так зване «читання Ройхліна»), і частково «β» як «б», а «θ» як «т» (так зване «читання Еразма»). Наприклад: абат, алебастр, араб, Аравія, базіліка, бібліятэка, базальт, Вавілон, варвар, Варвара, Візантыя, вакханалія, Віфлеем, д'ябал, сімвал, Фавор, Фівы, Херувім; арфаграфія, Афіны, дыфірамб, міф, Мяфодзій, матэматыка, Піфагор, рытм, тэатр, тэалогія, тэорыя, Фавор, Фесалія, Фівы, эфір, Эфіопія; З одного боку /f/ був введений в білоруську мову разом із іноземними словами досить давно і зараз використовується в білоруських діалектах; з іншого боку, важко чітко сказати про ту чи іншу вимову звуків у стародавніх мовах, і сучасна проблема в мові полягає не у вимові окремих слів, а у пошуку спільної традиції письма, на яку в Білорусі вплинули різні системи письма. Франциск Скорина, один із перших видавців у Східній Європі, у своїх книгах використовував як староруську, так і еразмійську системи, хоча староруська вимова більш широко використовувався Скориною. Приклади: Ѳедосий, Ѳемианъ, Матѳеи, Есѳеръ, Іюдиѳъ, Руѳь слід читати з /f/, але слова аритметика, темианъ, Їюдитъ слід було читати з ⟨т⟩. |
| Транслітерація грецького дифтонгу «ευ» та латинського дифтонгу «eu» | |
| Послідовно передавання дифтонгу /eu/ через «эў» («еў», «яў»): Наприклад: Эўрыпід, Эўропа, эўкарыёт, эўфанія, эўфарыя, ляўконія, леўкацыт; | Частково через «эў», частково через «еў»: Наприклад: Еўрыпід і Эўрыпід, але тільки Еўропа; эўкарыёт, эўфанія, але эйфарыя; ляўконія, але лейкацыт; |
| Транслітерація «tr» і «dr» | |
| У запозиченнях замість кінцевого tr, dr відповідно до вимови пишуться комбінації -тар, -дар: алябастар, аркестар, літар, мэтар, монстар, пэдыятар, пюпітар, рэестар, сэквэстар, тэатар, цэнтар; алеандар, дэкаэдар, скафандар, сыдар, цыліндар, Аляксандар. Якщо при зміні слова або в похідних словах ці поєднання з'являються перед голосною, складова зникає: кадар — кадраваць, кадастар — паводле кадастру, мэтар — сто мэтраў, пэдыятар — пэдыятрыя, спэктар — спэктральны, сэмэстар — у сэмэстры, фільтар — бязь фільтра, фэтар — фэтравы. - У нетрадиційних власних назвах tr, dr пишуться без голосного: Нотр-Дам, Сартр. - У деяких запозиченнях голосна між т/д і р — не вставляється, тому вона зберігається незалежно від того, який звук — чи приголосний — стоїть за р: арандатар — арандатара, дырэктар — дырэктара; амбасадар — амбасадара, кондар — кондара. | У запозиченнях з кінцевим tr, dr пишуться -тр, -др: алябастр, аркестр, літр, мэтр, монстр, пэдыятр, пюпітр, рэестр, сэквэстр, тэатр, цэнтр; алеандр, дэкаэдр, скафандр, сыдр, цыліндр, Аляксандр; |
| Зубні приголосні /d̪/, /t̪/, /s̪/, /z̪/ перед передніми голосними /ɛ/, /i/ | |
| В основному зберігається твердість /d̪/, /t̪/. Звуки /s̪/, /z̪/ залишаються твердими на початку, а іноді і в середині слова; в інших випадках /s̪/, /z̪/ передаються переважно м'яко. Наприклад: дыван, тыгр, сыгнал, фізыка, казіно, апэльсін; Список - дыван, дывізія, дыета, дызайн, дызэль, дыскусія, дыхтоўны, дыярама, індыкт, нэадым, радыска, сындыкат; індык, мэдык, мэдыцына, мэдычны, сынодык; бандыт, крэдыт, эрудыт; Дыжон, Дыкенз, “Дынама”, Дыяна, Адыс-Абэба, Кандыд, Мобі Дык, Сардынія, Туцыдыд, Эдып; тыгр(а), тыльда, тыран, тытла, тытры, тытул, тыфус, артышок, бастыён, дыптых, мартыралёг, пасатыжы, прэстыж; агностык, аналітык, антысэптык, аўтэнтык, батык, бутык, люнатык, мастыка, містыцызм, нэўратычны, оптык, палітык, паралітык, плястычны, практыцызм, сыноптык, тэарэтычны; інтым, сантым; апэтыт, атыт, мастыт; Тыбэт, Тыльжа й Тыльзыт, Тырана, Тымор, Арктыка, Атлянтыда, Атыла, Матыльда; зыгзаг, зыгота, мінэзынгер, фтывазыд; музыка, м’юзыкал, рызыка, фізык; халензым, энзым; візыт, дэпазыт, кампазытар, керамзыт, паразыт, транзыт; Зыгмунт, “Зынгер”, Ізыда, Нэмэзыда, Сызыф; сыгнал, сыгнэт, сыдар, сылікатны, сымфонія, сынод, сынонім, сынхронны, сыроп, сыстэма, сытуацыя, псыхалёгія; аксыд, пэрсыдзкі; клясык, клясыцызм, клясычны, лексыкон, таксычны; максымум (але: Максім); баксыт, эпаксыт; Сыднэй, Сылезія, Сыцылія, Сымон. У некаторых пазычаньнях з, с замацаваліся: – як цьвёрдыя, і пасьля іх пішацца ы: кармазын, кузына, магазын, разынкі, экзыль; – як мяккія, і пасьля іх пішацца і: кракадзіл, лаціна й вытворныя, пэрсік, сальцісон, сілас; Бураціна, Ціт (але Тытус); у т. л. з прычыны пазьбяганьня аманіміі: Дзіна (імя) – дына (адзінка вымярэньня), сіці – сыты, сыці (ад сыць ‘сытасьць; спажыва’ й ‘сьнітка’); цік (мэдычны тэрмін; тканіна; дрэва) – тык (ад тыкаць). В іншомовних суфіксах слів зі слов'янською твірною основою зазвичай пишуть і: гусіт, пабядзіт, хвасьцізм, хвасьціст. | В основному підтримується твердість /t̪/, /d̪/, а /s̪/, /z̪/ вимовляється м'яко. Наприклад: дыван, тыгр, сігнал, фізіка, казіно, апельсін; У 1957 році було введено м'яку вимову ⟨д⟩, ⟨т⟩ перед закінченнями -ін, -ір, -ёр, -еец, -ейскі в офіційній мовній нормі: каранцін, камандзір, акцёр, гвардзеец, індзейскі, що завжди вимовляються твердо. |
| /s̪/, /z̪/, /b/, /v/, /m/, /p/, /f/, /n̪/ перед голосними спереду /ɛ/ | |
| В основному тверді варіанти. Наприклад: абанэнт, унівэрсытэт, кабінэт, мэтрапалітэн, музэй, сэкцыя, пэнсыянэр, дэбэт; Список - абанэнт, аргумэнт, брызэнт, дакумэнт, камплімэнт, парлямэнт, пэргамэнт, рэглямэнт, сакрамэнт, тастамэнт; Вінцэнт, Сэнт-Вінсэнт; але: момант; абвэр, бульдозэр, буфэр, бэльвэдэр, вінчэстэр, грэйдэр, дызайнэр, кампостэр, катэр, кратэр, лідэр, обэр-, піянэр, рэвалюцыянэр, сканэр, трэнэр, шофэр; Картэр, Ма´нчэстэр, Ошэр, Роджэр, Ройтэр, Фішэр; дэбэт, катэт, партаманэт, унівэрсытэт, эпітэт; Самэрсэт; ― у кінці невизначених слів (крім позиції після к, л): андантэ, галіфэ, кабэрнэ, кашнэ, пэнснэ, па-дэ-дэ, рэбэ, рэнамэ, фрыкасэ, шымпанзэ, эсэ; Бізэ, Гамкрэлідзэ, дэ Кастэр, Кандэ, Мао Дзэ-дун, Маснэ, Шэварднадзэ; | Переважно м'які варіанти. Наприклад: абанент, універсітэт, кабінет, метрапалітэн, музей, секцыя, пенсіянер, дэбет; У 1933 р. вчені Інституту мовознавства назвали пропозицію про введення цих норм «тенденціями Великої Держави», вказавши, що це характерна російська вимова. |
| Поєднання /j/ з голосними | |
| Послідовно через /j/. Наприклад: маёр, Нью-Ёрк, езуіт, маянэз, мая, трыё, радыюс, іён. | В основному передається з установчим /j/, але в той же час існує багато виняків. Наприклад: маёр, Нью-Йорк, езуіт, маянэз, майя Правила білоруської орфографії та пунктуації в 2008 році закріпили більш послідовну передачу /j/. Наприклад: Нью-Ёрк, мая, однак трыа, радыус, іон. Винятки були пов'язані з написанням відповідних слів у російській мові.. |

### Морфологія
| Класичний правопис | Офіційний правопис |
| Використання словотворчого форманта -ір-/-ыр- у дієсловах із запозиченими основами | |
| Переважна більшість запозичених дієслів вживається без форманта -ір-/-ыр-, нехарактерного для білоруської мови, і використовується переважно у випадках, коли слід уникати омонімії. Наприклад: фармаваць, санкцыянаваць, замаскаваць; шпацыраваць (від слова шпацыр), буксаваць — буксіраваць (від буксір), камандаваць — выпраўляць або дэлегаваць, сумаваць — падсумоўваць; Давня загальнослов'янська модель, розширена старобілоруською мовою, включно з утворенням дієслів від запозичених слів | Збережено у словах, запозичених з російської мови. Наприклад: фарміраваць, санкцыяніраваць, замаскіраваць, буксіраваць, камандзіраваць, суміраваць; Старобілоруська мова, білоруські діалекти та білоруські словники 20-х років не знають дієслів на -іраваць, вперше ця конструкція з'явилася в зросійщеному словнику Олександровича, виданому в 1937 році. Як зазначав Мікалай Василевський, у білоруській літературній мові немає жодного прикладу, щоб за допомогою -ірава- дієслова утворювались із власне білоруської основи.                     |
| Поширення безсуфіксальної моделі утворення іменників. Наприклад: выступленне → выступ, наступленне → наступ, спадзяванне → спадзеў; | |
| Використання суфіксів -нік/-шчык у професійних іменах людини | |
| Поширення лише суфіксу -нік: Наприклад: закупнік, перавозьнік; Ще в XIX ст. суфікс -ник (-льник), безсумнівно, переважав у формуванні професійних назв. | Поширення суфіксів -чык/-шчык: Наприклад: закупшчык, перавозчык; Як зазначав Юрій Пацюп, суфікс -щик набув масово поширення за радянських часів і наблизив білоруську мову до російської. |
| Система словозміни | |
| Флексії -ах, -ях іменників чоловічого і середнього роду місцевому відмінку множини можуть змінюватися на -ох, -ёх, однак, допустимі обидва варіанти. Наприклад: у лясах — у лясох, у палях — у палёх; | Для іменників чоловічого і середнього роду місцевому відмінку множини допустимі тільки флексії -ах, -ях. Наприклад: у лясах, у палях; За словами Станіслава Станкевича, флексії -ах, -ях як властиві російській мові були штучно введені в 1933 році замість флексій -ох, -ёх, характерних для білоруської мови. |
| | |
| У родовому відмінку множини іменників жіночого роду характерні закінчення -яў. Наприклад: магчымасьцяў, цяжкасьцяў, сувязяў; | У родовому відмінку множини іменників жіночого роду характерні закінчення -ей. Наприклад: магчымасцей, цяжкасцей, сувязей Але іменники з наголосом на основі також можуть вживатися із закінченням -яў: Наприклад: сенажацей і сенажацяў, скроней і скроняў; На думку С. Станкевича, закінчення -ей є характерною ознакою російської мови, на відміну від закінчення -яў, характерним для білоруської мови. |
| | |
| Обмежене використання флексії -а родового відмінка однини 2-го відмінювання на користь флексії -у. Наприклад: заводу, інстытуту, сацыялізму, абеду, Менску, Полацку; Широке використання закінчення -у серед різних типів іменників чоловічого роду (іменники, збірні, дієслівні, з часовим та просторовим значенням, назви організацій та установ, географічні назви тощо) зафіксовано в білоруському мовленні.                                                                                     | Поширене використання флексії -а родового відмінка однини 2-ї відміни. (У назвах живих іменників чоловічого роду). Наприклад: вожыка, вужа. Неживі іменники залежно від значення мають закінчення -а(-я) чи -у(-ю): Наприклад: завода, інстытута, сацыялізму, абеду. Географічні та астрономічні назви застосовуються із закінченням -а(-я): Наприклад: Мінска, Полацка. Як зазначає Павло Сцяцько, бажання розділити словоформу на дві частини, надавши одному з них «конкретизований» відтінок і закріпивши за ним закінчення -a, руйнує мовну норму. |
| | |
| Допустиме розширення форми майбутнього часу формою простого майбутнього часу, характерною для південно-західних діалектів. Наприклад: буду рабіць — рабіцьму, будзем рабіць — рабіцьмем; | Використання тільки складного майбутнього часу. Наприклад: буду рабіць, будзем рабіць; Форма простого майбутнього часу була виключена з білоруської мови реформою 1933 року |
| Розширення флексії -оў родового відмінка множини. Наприклад: словы — слоў → словаў, мовы — моў → моваў; | У рідному відмінюванні множини іменники першої відміни мають закінчення -аў, — яў — на основі злиття приголосних або з подовженням приголосних в основі: Наприклад: адозва — адозв-аў, ванна — ванн-аў. Деякі іменники 2-ї відміни у множині вживаються з варіантними закінченнями: Наприклад: туфель — туфляў, валёнак — валёнкаў, азёр — азёраў, дрэў — дрэваў. |
| Можливе використання в орудному відмінку однини в парадигмі 3-го схиляння флексії 2-ї відміни. Наприклад: Беларусьсю — Беларусяй, з маці — з мацерай; | |
| Можливе використання в формах місцевого відмінка однини 1-го відмінювання флексії -у. Наприклад: у цені — у ценю, у Фаўстусе — у Фаўстусу. | |

### Синтаксис
Відмінності здебільшого існують у прийменниках.
| Класичний правопис | Офіційний правопис |
| Зміни в конструкціях з прийменником па | |
| Уніфіковане (па + місцевий відмінок). Приклади: па футболе, па вызваленьні;                                                                        | Варіантне (па + давальний або місцевий відмінок). Приклади: па футболу — па футболе, па вызваленню — па вызваленні;                                                                 |
| Вибір прийменників | |
| Використання білоруських моделей: Приклади: паводле мясцовага часу, на запросіны, камітэт у справах, з прычыны, але па вайне.                      | Зосередження на російському синтаксисі, включаючи надмірне використання прийменника па Приклади: па мясцоваму часу, па запрашэнню, камітэт па справах, па прычыне, але пасля вайны. |
| У білоруській мові існує велика синонімія прийменникових конструкцій, викликана значною різницею між східними і західними білоруськими діалектами. | |

### Лексикологія
Відмінності в лексикології мають характер оцінки конкретного використання в окремих випадках, але, як правило, залежать від вибору словникового запасу самими носіями мови. Вибір орфографії тут відіграє досить незначну роль, і наведені нижче особливості, у широкому розумінні, можуть використовуватися носіями мови незалежно від використовуваної орфографії.
| Класичний правопис | Офіційний правопис |
| Географічні назви | |
| Збереження історичних топонімів: Приклади: Менск, Ангельшчына, Бярэсьце, Вугоршчына, Нямеччына, Гародня, Эўропа, Гішпанія, Летува, Маладэчна, Навагародак , Расея, Этыёпія й інші.                                                                 | У білоруську мову було введені російські топоніми перероблені на білоруський манер. Приклади: Мінск, Англія, Брэст, Венгрыя, Германія, Гродна, Еўропа, Іспанія, Літва, Маладзечна, Навагрудак, Расія, Эфіопія й інші. |
| Лексеми іншомовного походження | |
| А. Потехіна стверджує, що з метою звільнення білоруської мови від росіянізмім активізується запозичення з польської мови, причому необов'язково польських лексем.Приклади: пасол → амбасадар, фактар → чыньнік, карта → мапа, вадзіцель → кіроўца; | У результаті зросійщення Білоруси в білоруську мову, що застосовувалась у БРСР, було введено значну кількість російської лексики.Приклади: асцерагацца → апасацца, гераізм → доблесць, угода → здзелка, цягнік → поезд; |
| Лексеми білоруського походження | |
| На думку А. Потехіної, відбувається заміна деяких споконвічно білоруських лексем. Приклади: адбывацца → тачыцца, умова → варунак, намаганьні → высілкі, іменна → менавіта.                                                                         | Введення слів з білоруським корінням, але структурою російської мови, до білоруської мови, що використовується в БРСР, а також заміна значень білоруських слів значеннями, подібними за звучанням до слів російської мови.Приклади: адсотак → працэнт, скасаваць → адмяніць, скласьці → саставіць, рабунак → грабеж, вайсковы → воінскі. Значна частка білоруської лексики зникла зі словників, виданих за реформою 1933 року; у різних випадках залишали слова, присутні в російській мові. |

## Додаткові відомості
- Візуальним нагадуванням про офіційне використання класичного правопису до 1933 року є напис на горельєфі пам'ятника Леніну на Майдані Незалежности в Мінську. Цей пам'ятник був встановлений до реформи білоруського правопису в 1933 році, тому напис використовує відповідний варіант написання: «Уперад пад сьцягам Леніна да перамогі коммунізму».